# Plateresco

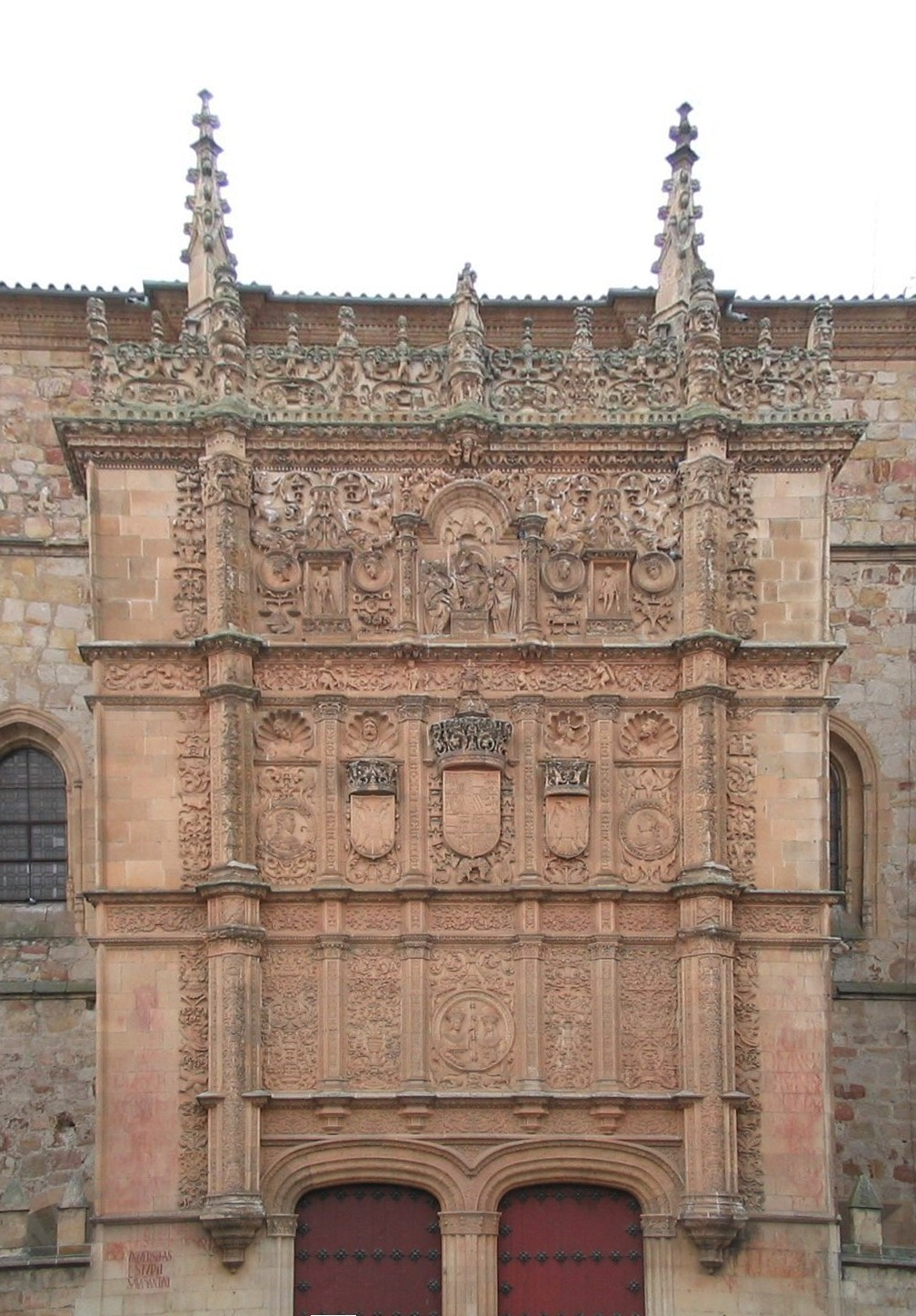
Fachada de la Universidad de Salamanca.

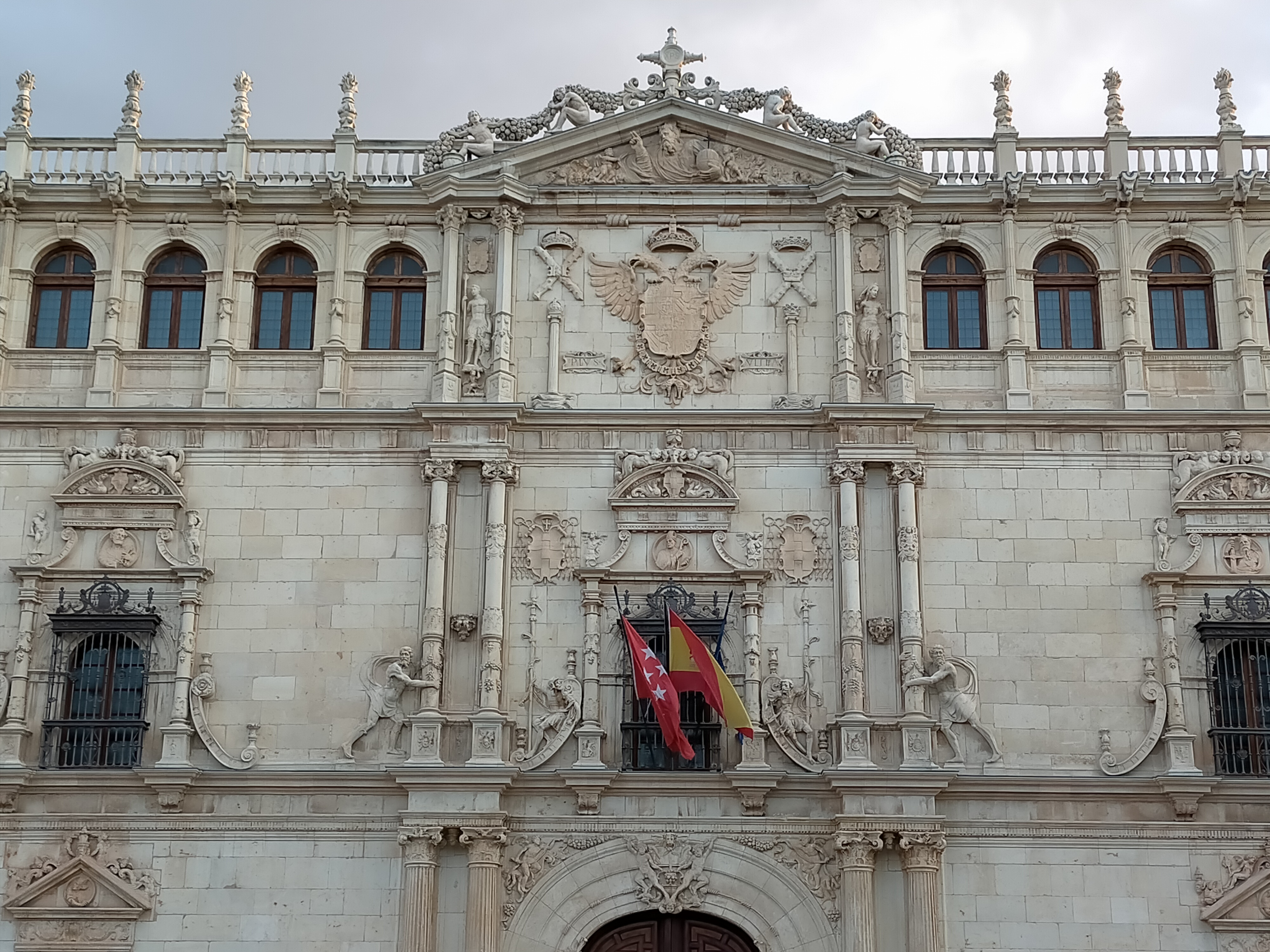
Fachada del Colegio Mayor de San Ildefonso en Alcalá de Henares

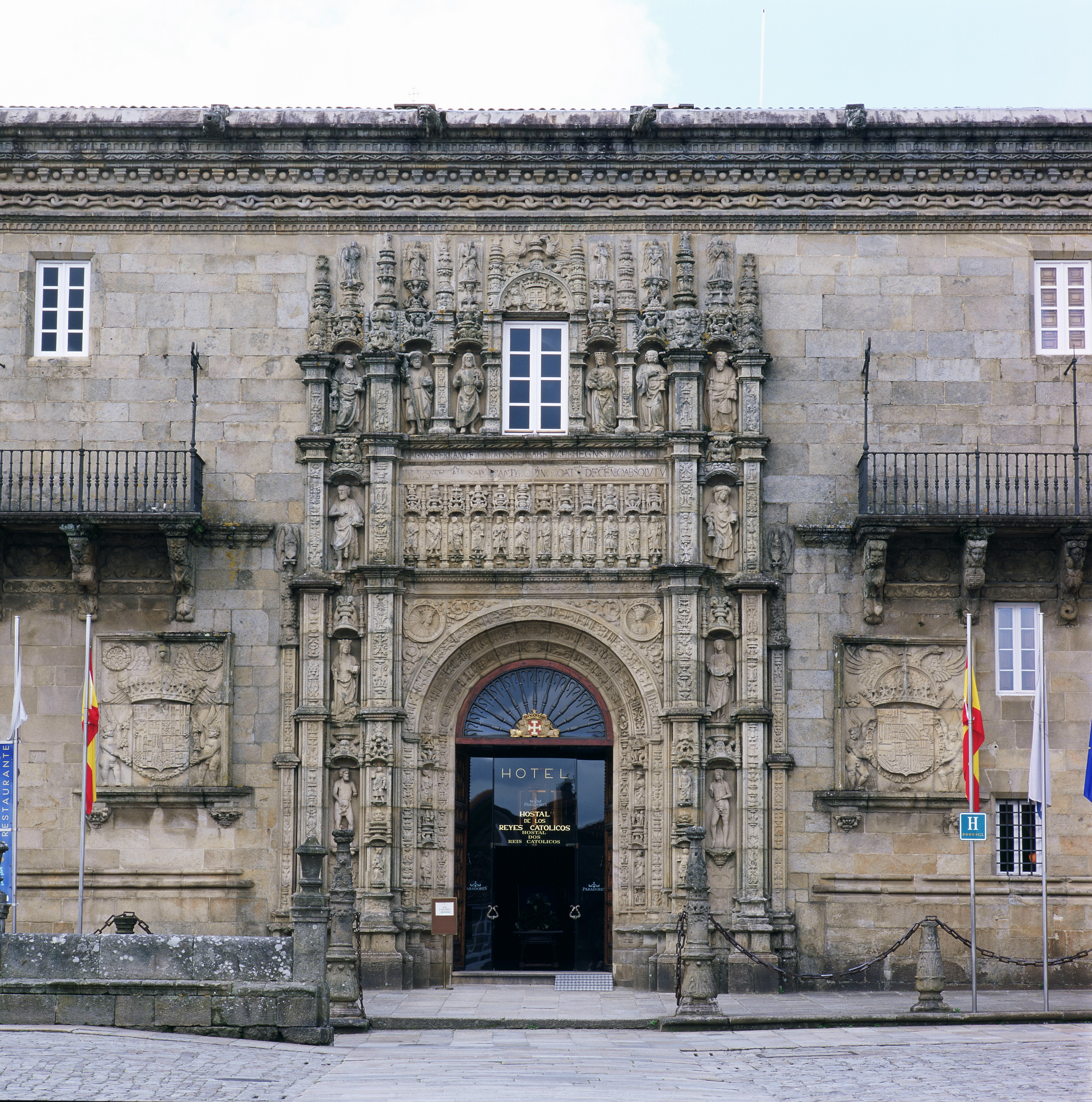
Portada del Hospital de los Reyes Católicos, en Santiago de Compostela.

El plateresco, también llamado gótico plateresco, protorrenacimiento, estilo Isabel, estilo Reyes Católicos (estos dos últimos en referencia a su primera fase) y estilo Príncipe Felipe (referido a su fase renacentista), fue una corriente artística, especialmente arquitectónica, desarrollada por la monarquía española en la península ibérica y los territorios imperiales de América y Asia, que apareció entre el gótico tardío y el Renacimiento, a finales del siglo XV, extendiéndose durante los dos siglos siguientes, es reconocido como estilo genuinamente español.
Resulta de una modificación del espacio gótico y de una fusión ecléctica de componentes decorativos mudéjares, del gótico flamígero y lombardos, así como primerizos elementos renacentistas de origen toscano.
Ejemplos son la inclusión de escudos y pináculos, las fachadas divididas en tres cuerpos (mientras que las renacentistas están divididas en dos) y las columnas de tradición renacentista. Llegó a su máxima expresión durante el reinado de Carlos I, especialmente en Salamanca, aunque también floreció notablemente en otras ciudades de la península ibérica como León y Burgos y en el territorio de Nueva España que hoy es México. Considerado a veces corriente renacentista y otras estilo propio, recibe a veces los nombres de protorrenacimiento y primer renacimiento como rechazo a considerarlo un estilo en sí mismo.
El estilo se caracteriza por una decoración prolífica que cubre las fachadas con elementos vegetales, candelabros, festones, criaturas fantásticas y todo tipo de figuraciones. La configuración espacial, sin embargo, seguía más claramente un referente gótico. Esta fijación por partes concretas, sin modificaciones estructurales respecto del gótico y apenas espaciales, hacen que sea clasificado muchas veces como variación y no como estilo. En Nueva España el plateresco adquirió una configuración propia, aferrado fuertemente a su herencia mudéjar y mezclándose con influencias indígenas.
En el siglo XIX, con el auge de los historicismos, la arquitectura plateresca revivió bajo los nombres de estilo Monterrey y estilo español.

## Etimología
El nombre plateresco hace referencia al oficio de platero. El historiador sevillano Diego Ortiz de Zúñiga lo utilizó por primera vez en el siglo XVII, aplicándolo a la descripción de la sacristía de la catedral de Sevilla en el tercer volumen de sus Anales, algunos autores erróneamente han vinculado tal calificativo con la capilla Real, que Ortiz de Zúñiga menciona en su obra más tarde, en el cuarto volumen.

## Problemática de la extensión geográfica y de la consideración como estilo

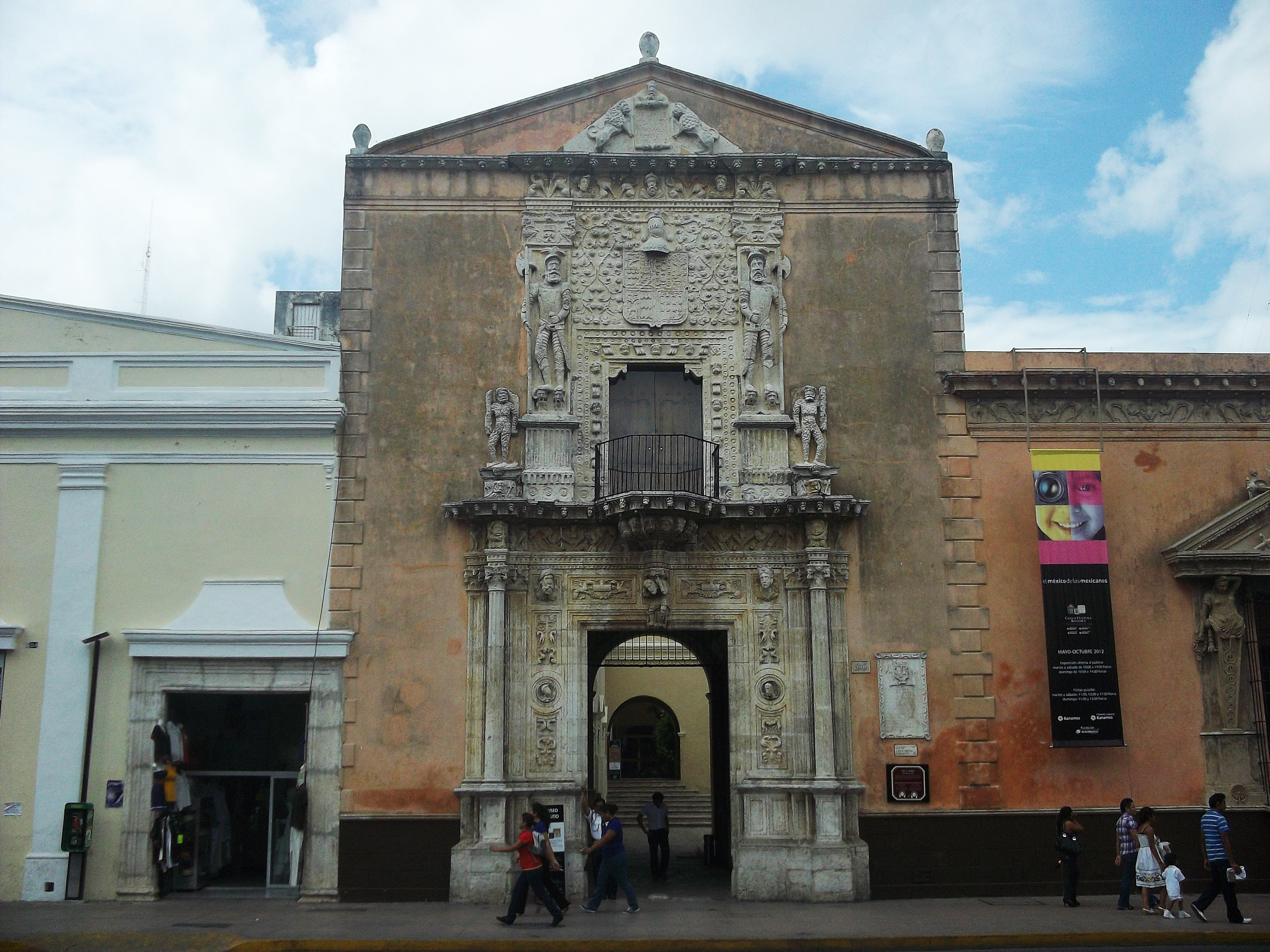
Casa de los Montejo en Mérida México

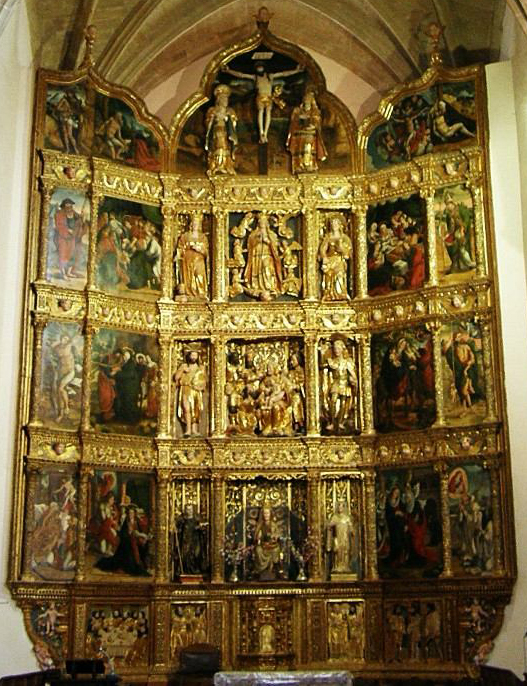
Altar plateresco del monasterio cisterciense de Santa María del Salvador, en Cañas (La Rioja).

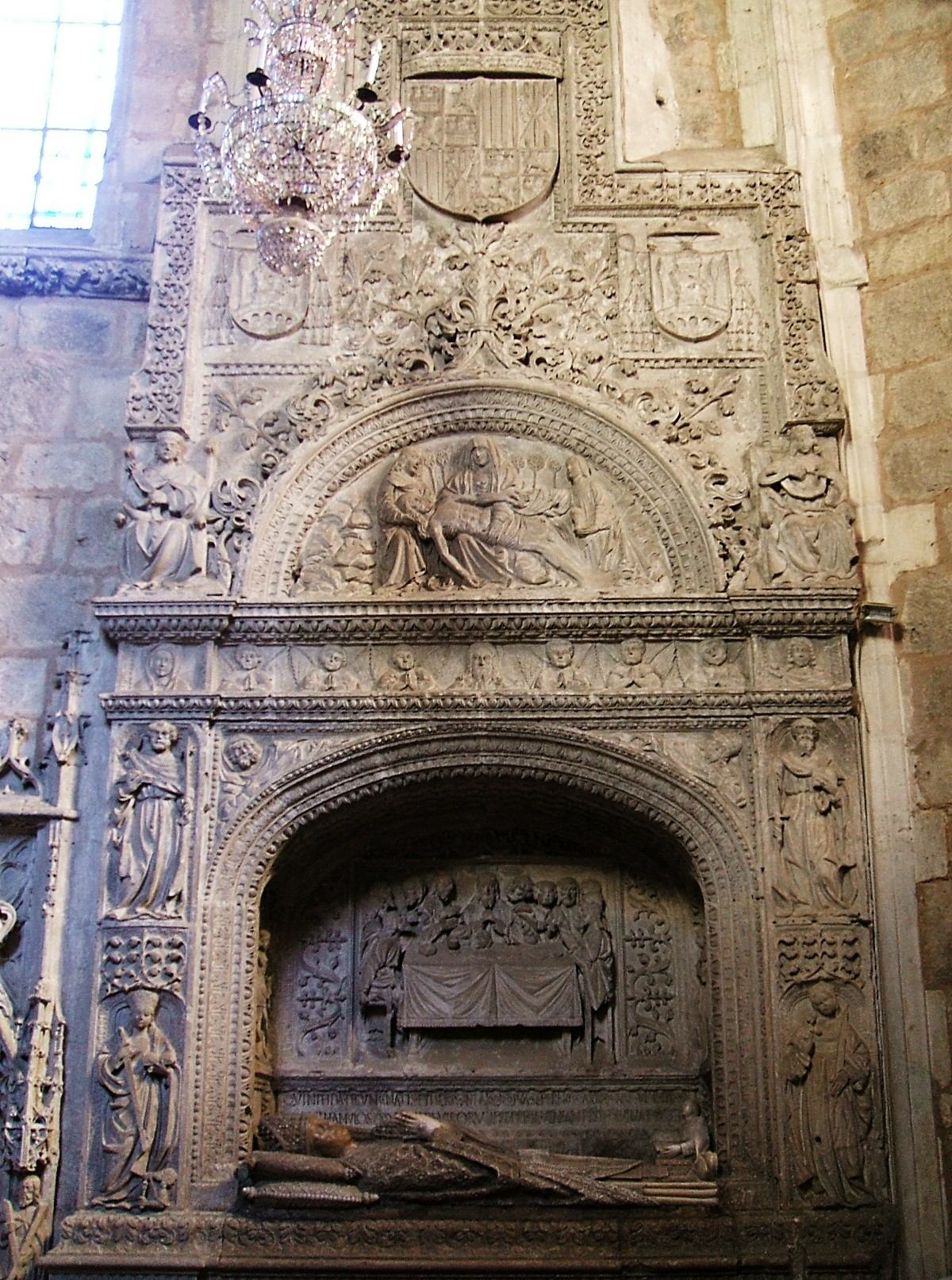
Sepulcro de Juan de Ortega en la iglesia del convento de Sta. Dorotea, en Burgos.

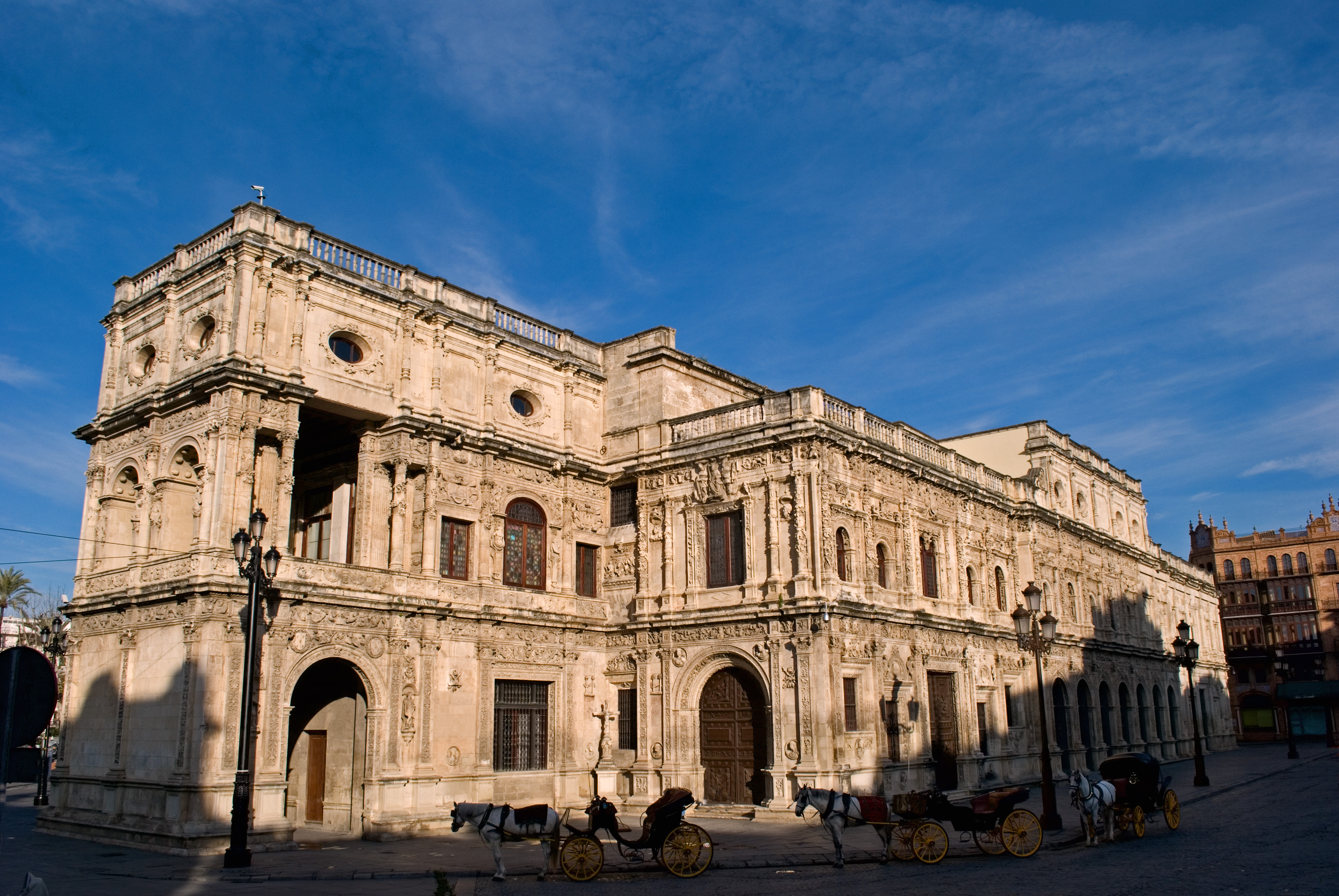
Fachada del Ayuntamiento de Sevilla a la Plaza de San Francisco obra de Diego de Riaño.

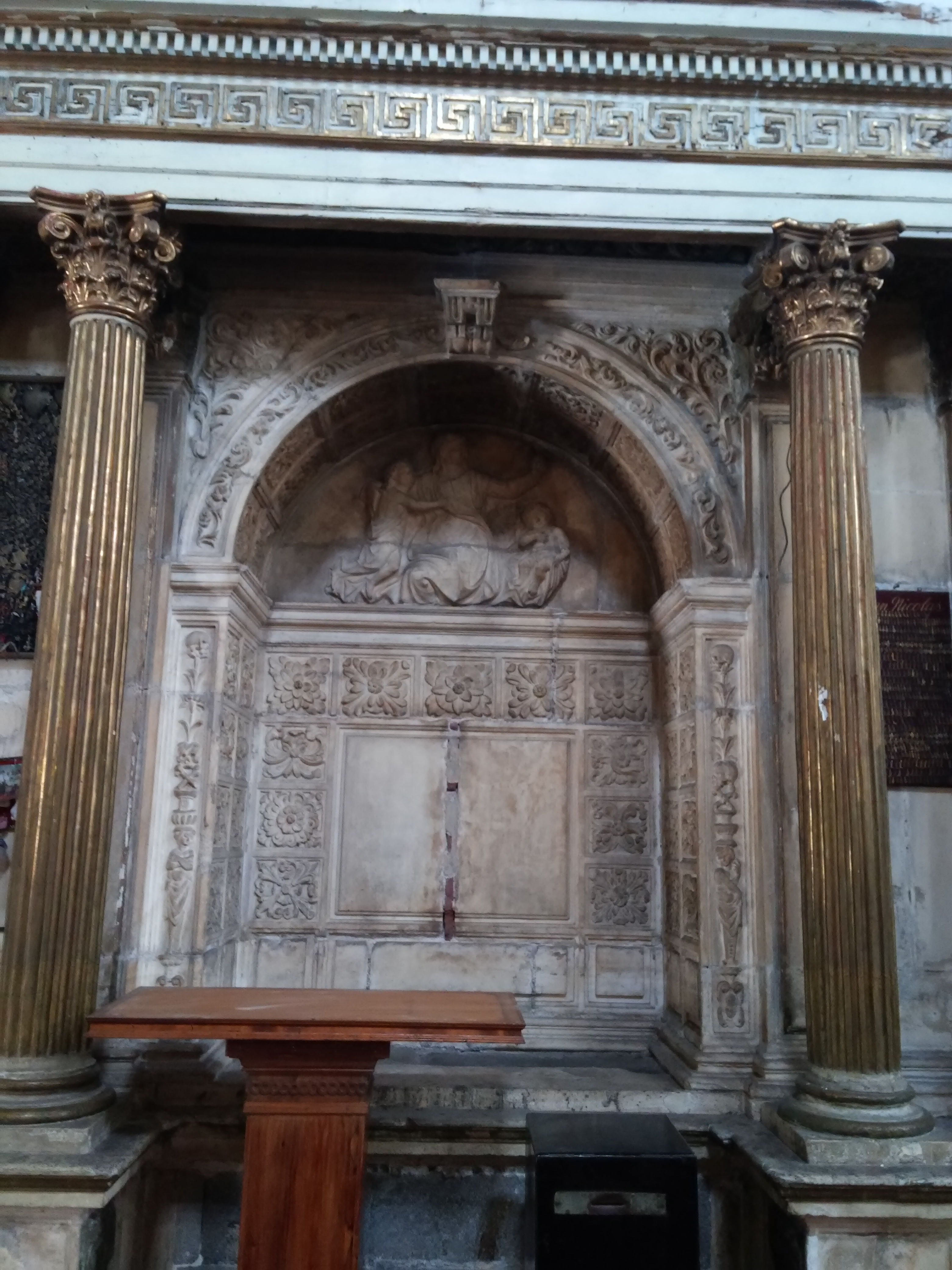
Sepulcro de Alonso de Villaseca en la iglesia de San Miguel arcángel de la Ciudad de México, México

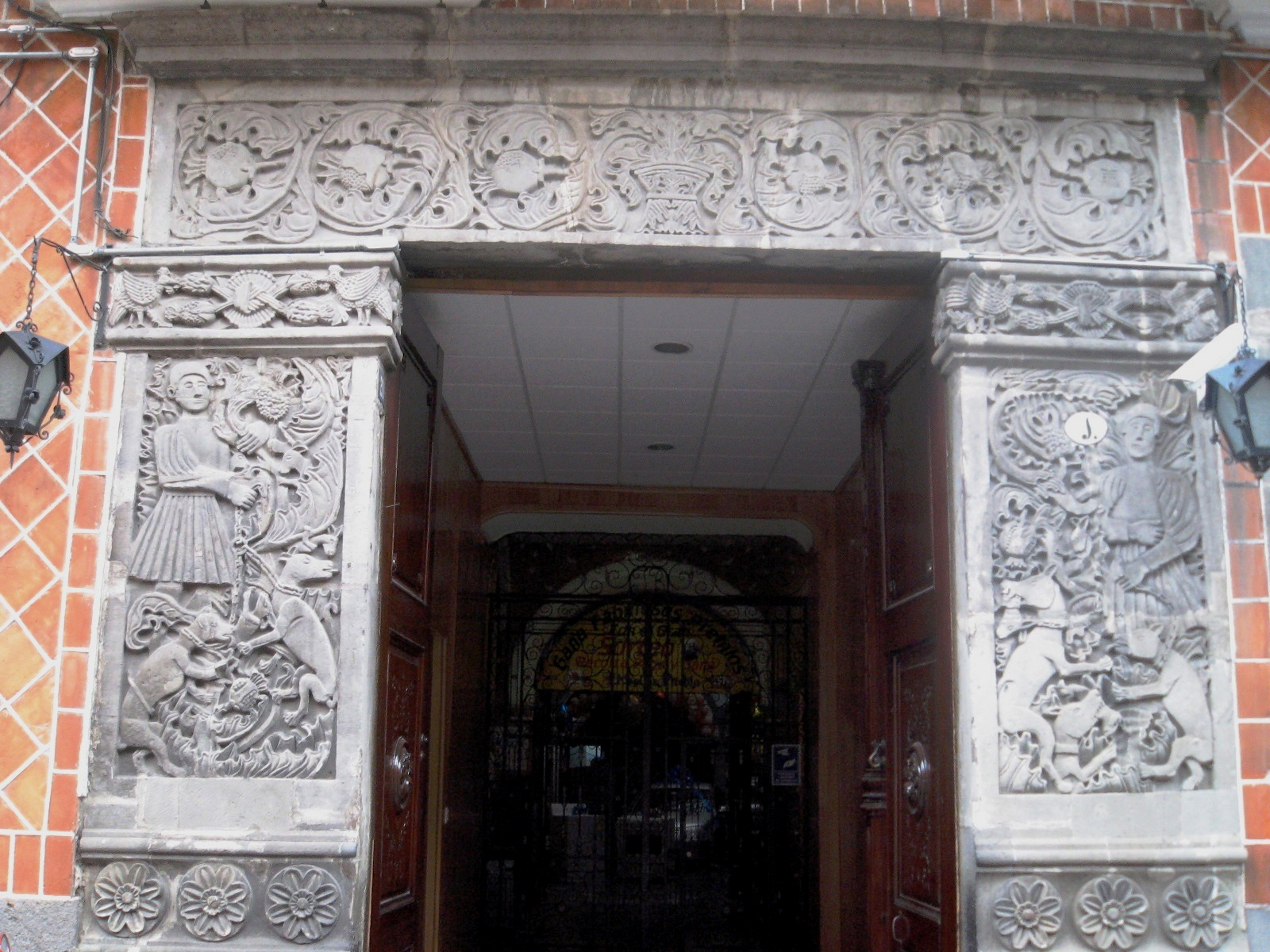
Portada de la Casa del que mató al animal en Puebla de Zaragoza, México, decorada con escenas de caza y grutescos

Tradicionalmente se ha considerado un estilo (o corriente) exclusivamente español, entendiendo por españoles los territorios que estaban en poder de la Corona entre los siglos XV y XVII. Sin embargo a mediados del siglo XX esta acotación geográfica quedó en tela de juicio bajo los argumentos de diversos autores, en especial de Camón Aznar (en 1945) y Rosenthal (en 1958), quienes al definir el plateresco genéricamente como una amalgama unitaria de elementos encontrados (góticos, musulmanes, renacentistas), deja de considerarlo un estilo el primero para incluirlo en el Renacimiento, y advierte el segundo su asociación con ciertas edificaciones de otros países europeos, fundamentalmente Francia y Portugal, pero también en Alemania y otros.
Esta problemática realza la improcedencia del nombre Plateresco y la catalogación como estilo, inclinándose a considerarlo un periodo de confusión y transición entre estilos, caracterizado por la profusión decorativa al no ser capaces los arquitectos de desarrollar nuevas tendencias espaciales ni estructurales. En ocasiones, incluso, esto se reduce incluso a tratar el plateresco como la sustitución de la decoración gótica por los grutescos italianos de inspiración serliana.
Cualesquiera la tesis, sin embargo, se admite el plateresco o protorrenacimiento como un arte que respondió a las exigencias de España, país que acababa de concluir la Reconquista y de llegar a América, empezando a percibir sus riquezas, y entraba en una espiral de grandes construcciones que hoy consideramos monumentos.

## Características

### Plateresco español
Fueron típicas las fachadas-retablo, realizadas como si de cuidadosas obras de orfebrería se tratara, prolíficamente decoradas. La decoración, si bien obtuvo diversas inspiraciones, fue fundamentalmente vegetal, aunque también tuvo profusión de medallones, elementos heráldicos y figuraciones animales, entre otros. Se produce también una riqueza en los materiales: chapas doradas en cresterías y remates, jarrones, etc. Al concluir el primer tercio del siglo XVI se observan mayores policromías y aparecen cresterías de base histórica y las balaustradas, amén de una decoración más prolija.
La extensión de la decoración por todas las superficies arquitectónicas redunda en la creación de nuevas superficies y subespacios, fundamentalmente decorativos del lugar donde se hallan, que a su vez se ornamentan profusamente, tales como hornacinas, nichos y edículos.
Así mismo, fueron incluyéndose progresivamente elementos italianos como decoración: almohadillados, capiteles clásicos, arcos romanos y sobre todo grutescos.
La decoración empleada tenía significados concretos, no pudiéndose leer tan sólo descriptivamente. Así, los laureles, los motivos bélicos y la abundancia de cuernos se colocaban en las viviendas de militares destacados. Por lo mismo la escenificación de fábulas griegas y romanas abstraía ideales humanistas, con lo que la lógica decorativa se convertía en un medio para expresar y difundir ideas renacentistas.
También se implementaron y prefirieron ciertos aspectos espaciales. De este modo se construyeron escaleras caustrales de caja abierta. No obstante, apenas hubo modificaciones espaciales con respecto al gótico.

### Plateresco americano
En América, especialmente en el actual México, ciertas culturas autóctonas estaban en fases artísticas que pueden considerarse barrocas cuando los españoles llevaron con ellos el Plateresco. Este se mezcló simbióticamente con las tradiciones locales, de modo que la arquitectura gótica no llegó a América propiamente dicha, sino a través de un Plateresco que rápidamente mudó primero con las influencias indígenas y después con las africanas, evolucionando en lo que dio en llamarse un Barroco americano.

## Historia
El plateresco sigue la línea del estilo Isabel, donde los elementos decorativos de tradiciones ibéricas e italianizantes forman complejos ornamentos que se superponen a las estructuras góticas. Posteriormente se puede hablar de un Plateresco que conserva las formas góticas como base hasta 1530. Después de esa fecha, aunque continúan utilizándose y evolucionando los ornamentos platerescos, éstos pasan a formar parte de una arquitectura que ya comienza a asumir las ideas renacentistas. En 1563, con el comienzo de la construcción del monasterio de San Lorenzo de El Escorial, la arquitectura renacentista se depura gracias a las intervenciones de Juan de Herrera, dando fin al esplendor y la extensión del plateresco en la península ibérica. En México sin embargo no se olvidó, dando lugar a un neoplateresco en el siglo XVIII.
En cualquier caso el plateresco, considerado o no como estilo y exclusivamente español o por otro lado europeo, representa la transición entre los estilos gótico y renacentista.

### Estilo Isabel (sigloXV)
En el siglo XV comienza a desarrollarse en la Corona de Castilla una tendencia a decorar con motivos flamígeros, procedentes de Flandes, e islámicos la arquitectura castellana, que recibió el nombre de estilo isabelino porque la mayor parte de los encargos procedían de Isabel la Católica. Estos ornamentos, que se fueron complejizando progresivamente, no influyeron en la estructura interna de las construcciones.
Algo similar sucedió por la misma época en Portugal, en lo que se dio en llamar estilo manuelino.

### Gótico plateresco (finales delsigloXV-1530)
A finales del siglo XV comienzan a enmascararse los edificios góticos, en especial con grutescos, sin que estos cambien en principio sus espacios ni sus estructuras. Este proceso comenzó al llegar a España los elementos renacentistas, que se aplican copiándolos, figurativamente, pero sin entenderlos; es decir, sin desprenderse de las ideas y las formas medievales.
Incluso, muchos de los edificios platerescos ya estaban construidos, con lo que sólo se les añadieron capas de ornamentación renacentista, en especial en torno a los huecos (ventanas y puertas), y en general, con excepciones, a todo elemento no tectónico.
Aunque se suele aplicar el apelativo plateresco a la arquitectura, el acto de superponer elementos renacentistas nuevos sobre formas regidas por parámetros medievales también es visible en la pintura y la escultura españolas de la época.

### Renacimiento plateresco (1530-1560)

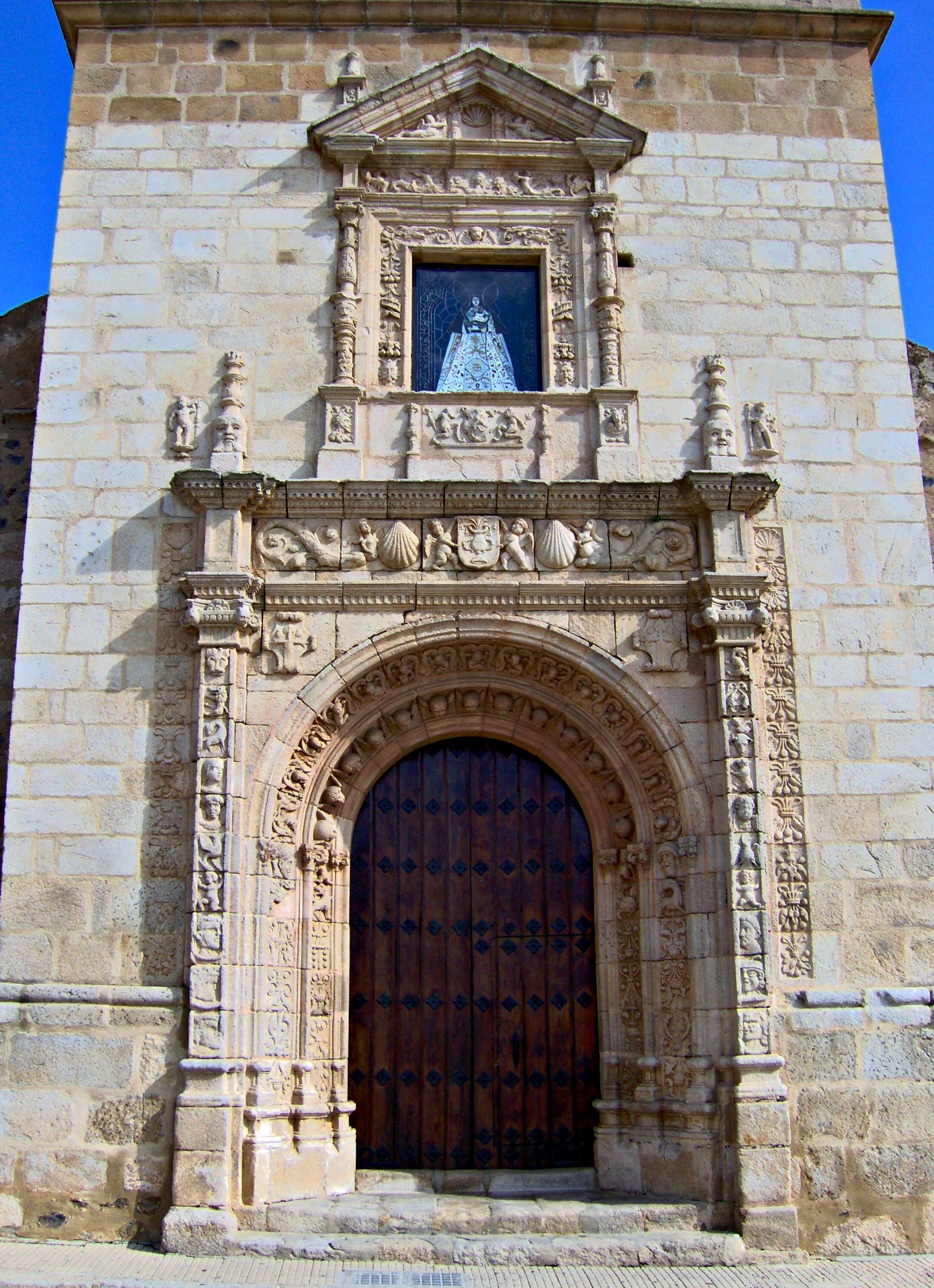
Portada plateresca de la iglesia parroquial de La Garrovilla (Badajoz, inicios del)

Periodo en que el Renacimiento ya había sido plenamente asumido en la península ibérica, si bien aún no había llegado a su máxima expresión. Esta será la de las modificaciones de Juan de Herrera y Felipe II en los planos del monasterio de El Escorial, cuya construcción comenzó en 1563. En estas fechas la decoración, aunque profusa, sigue parámetros totalmente italianizantes y se aplica sobre construcciones diseñadas según la lógica renacentista.

### Estilo Monterrey (sigloXIXy primer tercio delXX)

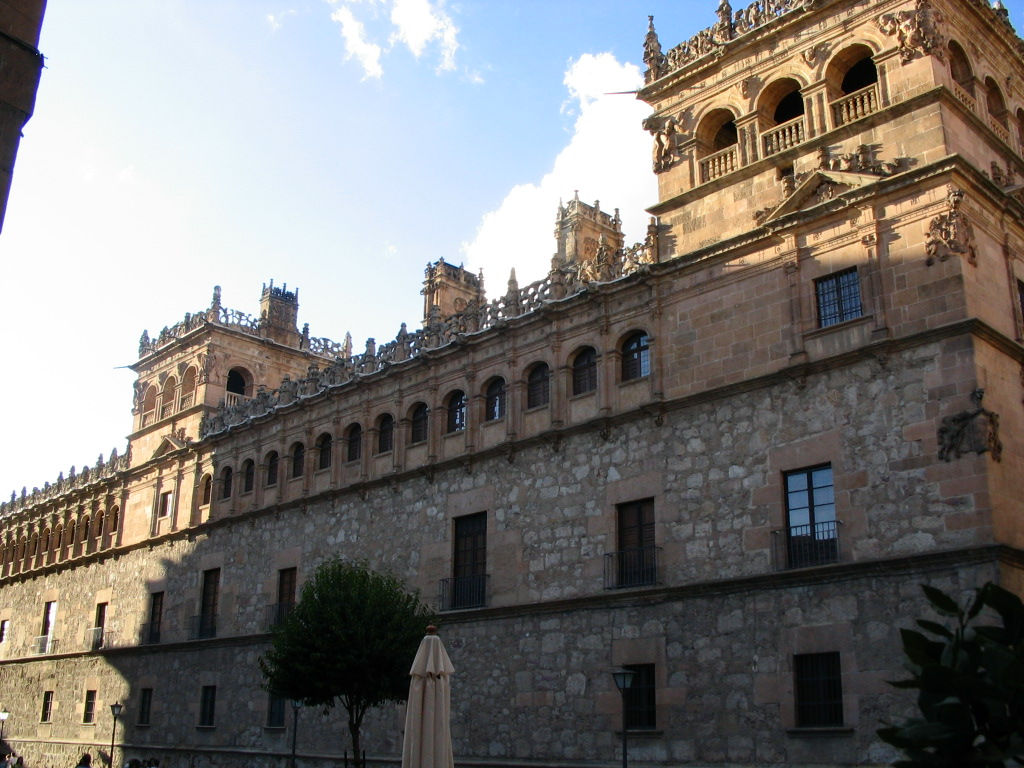
Palacio de Monterrey

En el siglo XIX apareció el estilo Monterrey —nombre dado por el palacio de Monterrey (Salamanca)—, estilo español o neoplateresco, un historicismo centrado en el Plateresco, entendiendo este como un estilo nacional.
El estilo sobrevivió hasta las primeras décadas del siglo XX, inmerso en los revivals nacionales y regionales, enormemente propagado aunque difícilmente aceptado, pudiéndose encontrar algunos ejemplos en la Gran Vía de Madrid.
En México también se produjo una nueva expresión del plateresco, cuyo éxito se extendió hasta el suroeste de Estados Unidos, y que se inició en la primera mitad del siglo XVIII. No hay que confundir este neoplateresco con el de la España de finales del XIX y principios del XX, el llamado estilo Monterrey.

## Ejemplos

### Arquitectos y artistas platerescos
- Del primer plateresco.
  - Diego de Alcázar[21]
  - Alonso de Covarrubias[22]
  - Martín de Gainza[23]
  - Rodrigo Gil de Hontañón
  - Gil de Siloé[24]
  - Andrés de Vandelvira[23]
  - Diego de Riaño[23]
  - Diego de Siloé[11]
  - Vasco de la Zarza[25]
  - Juan de Talavera
- Del neoplateresco.
  - Eduardo Adaro[26]
  - José López Sallaberry[27]

### Arquitecturas y otras obras platerescas
- 1486-1491: fachada del Palacio de Santa Cruz (Valladolid), atribuida a Lorenzo Vázquez de Segovia y alterada en el siglo XVIII.
- 1512: portada de las Cadenas y dos primeros cuerpos de la torre de la catedral de Murcia.
- 1513-1516: trascoro y antecripta de la catedral de Palencia.
- 1493-1517: casa de las Conchas de Salamanca.
- 1515-1516: puerta de la Pellejería de la catedral de Burgos, de Francisco de Colonia.
- 1509-1518: fachada oeste de la Colegiata de Torrijos.
- 1519-1520: fachada del Hostal de los Reyes Católicos Santiago de Compostela, obra de los  maestros franceses Guillén Colás y Martín de Blas. El edificio es de Enrique Egas y fue construido entre 1501 y 1511.
- 1512-1525: fachada de la iglesia de Santo Tomás en Haro, de Felipe Bigarny.
- 1526: Puerta de los Romeros del Hospital del Rey de Burgos.
- 1530/1532:  Portada del Alhorí en Alcaraz (Albacete), de Andrés de Vandelvira.
- 1529-1533: fachada de la Universidad de Salamanca, obra de Juan de Talavera.
- 1533: claustro del convento de las Dueñas en Salamanca.
- 1520-1535: fachada de la catedral Nueva de Salamanca, de Juan de Álava .
- 1530-1541: fachada del convento de San Marcos (León), casi seguro de Juan de Álava
- 1540-1541: fachada de la Real Basílica menor de Santa María la Mayor en Pontevedra, de Cornielis de Holanda y Juan Noble.
- 1541-1544: fachada de la iglesia de Sancti Spiritus en Salamanca.
- 1546: fachada de la Universidad de Oñate, de Pierre Picart.
- 1537-1553: fachada del Colegio Mayor de San Ildefonso en Alcalá de Henares, de la Universidad de Alcalá, proyecto de Rodrigo Gil de Hontañón  dirigido por  Pedro de la Cotera.[28]
- 1548-1554: puerta de Carlos V en Vivero.
- 1547-1560: portada de la iglesia de la Asunción de Manzanares, obra de Alonso Galdón, cantero de origen vizcaíno.[29]
- 1526-1561: Ayuntamiento de Sevilla, obra de Diego de Riaño y, tras su muerte, Juan Sánchez (a partir de 1558 con la colaboración de Hernán Ruiz el Joven).
- 1590-1592: fachada del convento de San Esteban de Salamanca, de Juan Ribero de Rada.
- 1537-1604: claustro del Real Monasterio de San Zoilo, Carrión de los Condes (Palencia), de Juan de Badajoz el Mozo.
- ?-?: fachada del Perdón y el balcón de las Reliquias de la catedral de Coria.
- ?-?: púlpito de la iglesia de San Andrés Apóstol de Villanueva de los Infantes (Ciudad Real).
- ?-?: palacio de Velarde en Santillana del Mar (Cantabria).

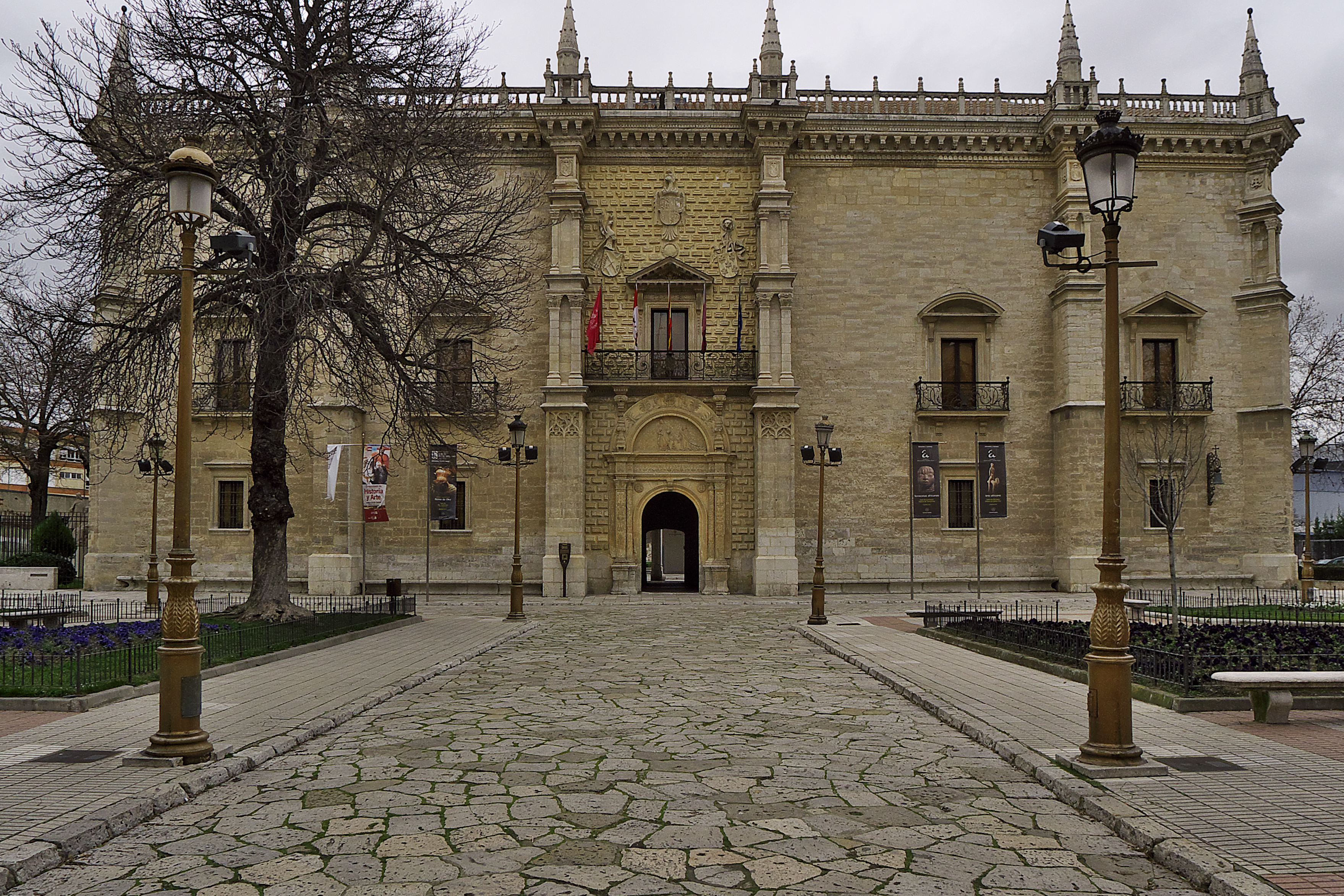
Fachada principal del Colegio Mayor Santa Cruz (Valladolid) (1486-1491), atribuida a Lorenzo Vázquez de Segovia y alterada en el siglo XVIII
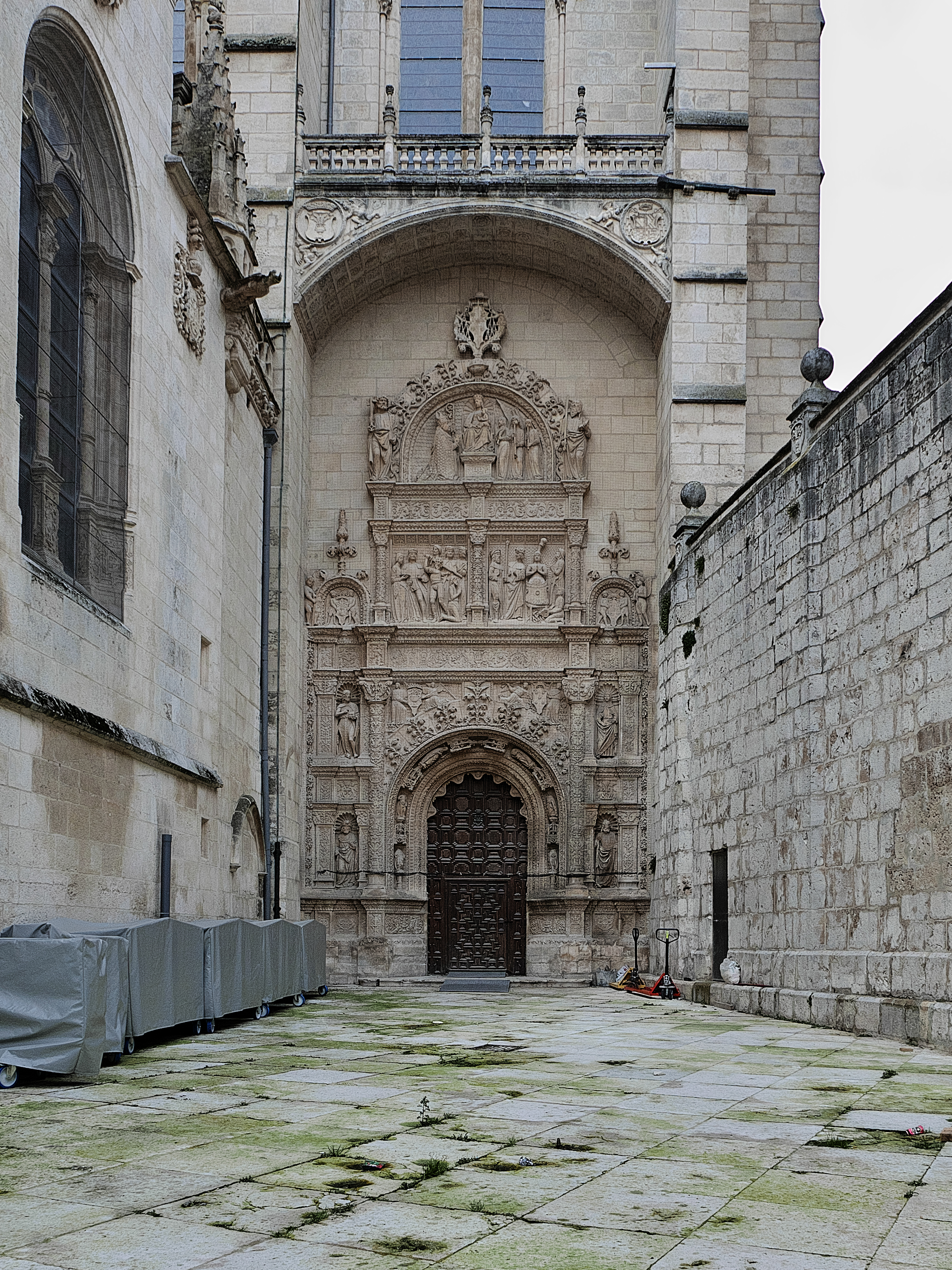
Portada de la Pellejería (1515-1516), catedral de Burgos, de Francisco de Colonia
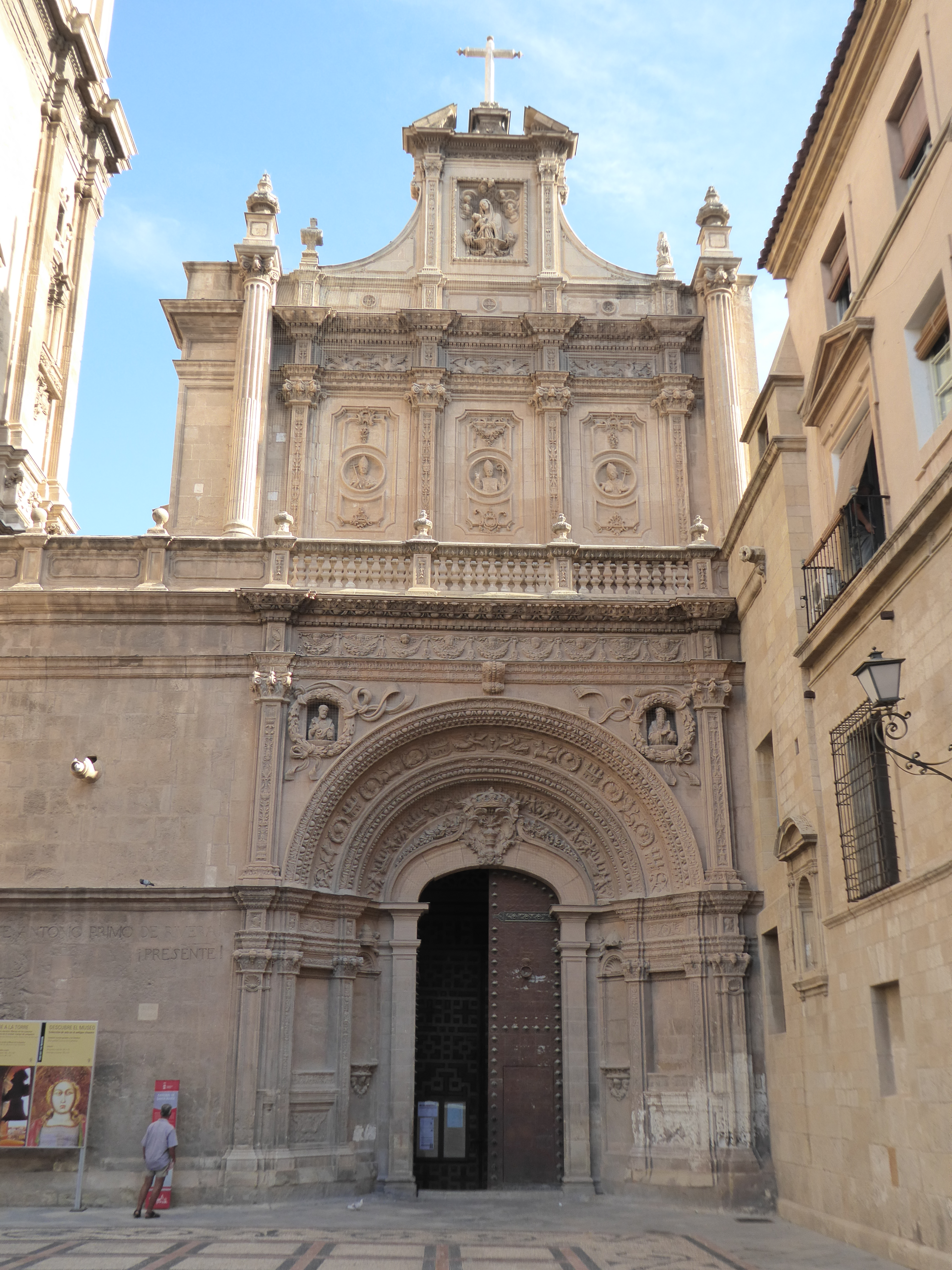
Portada de la Cadenas (1512) de la catedral de Murcia
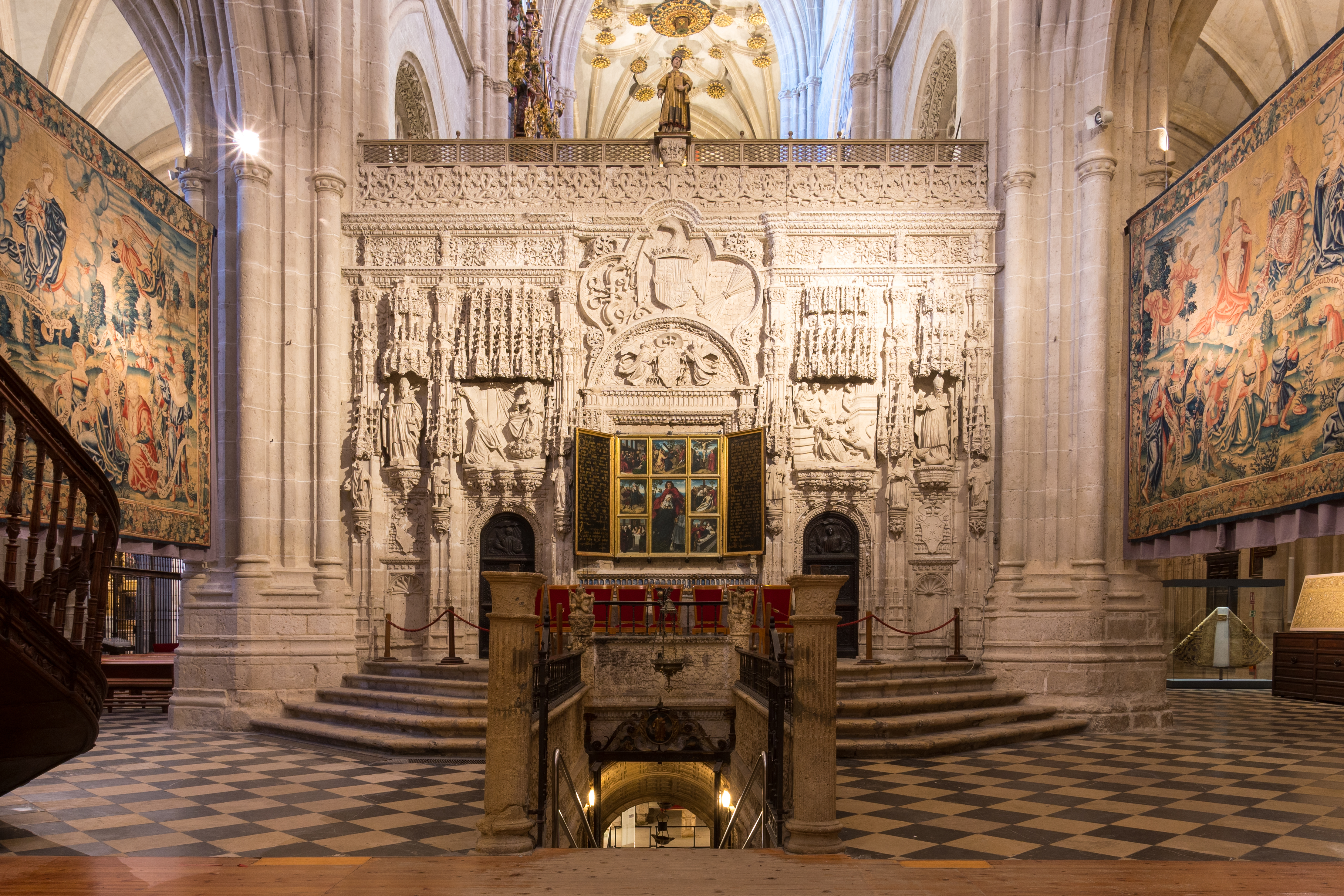
Trascoro de la catedral de Palencia (ca. 1513-1516)
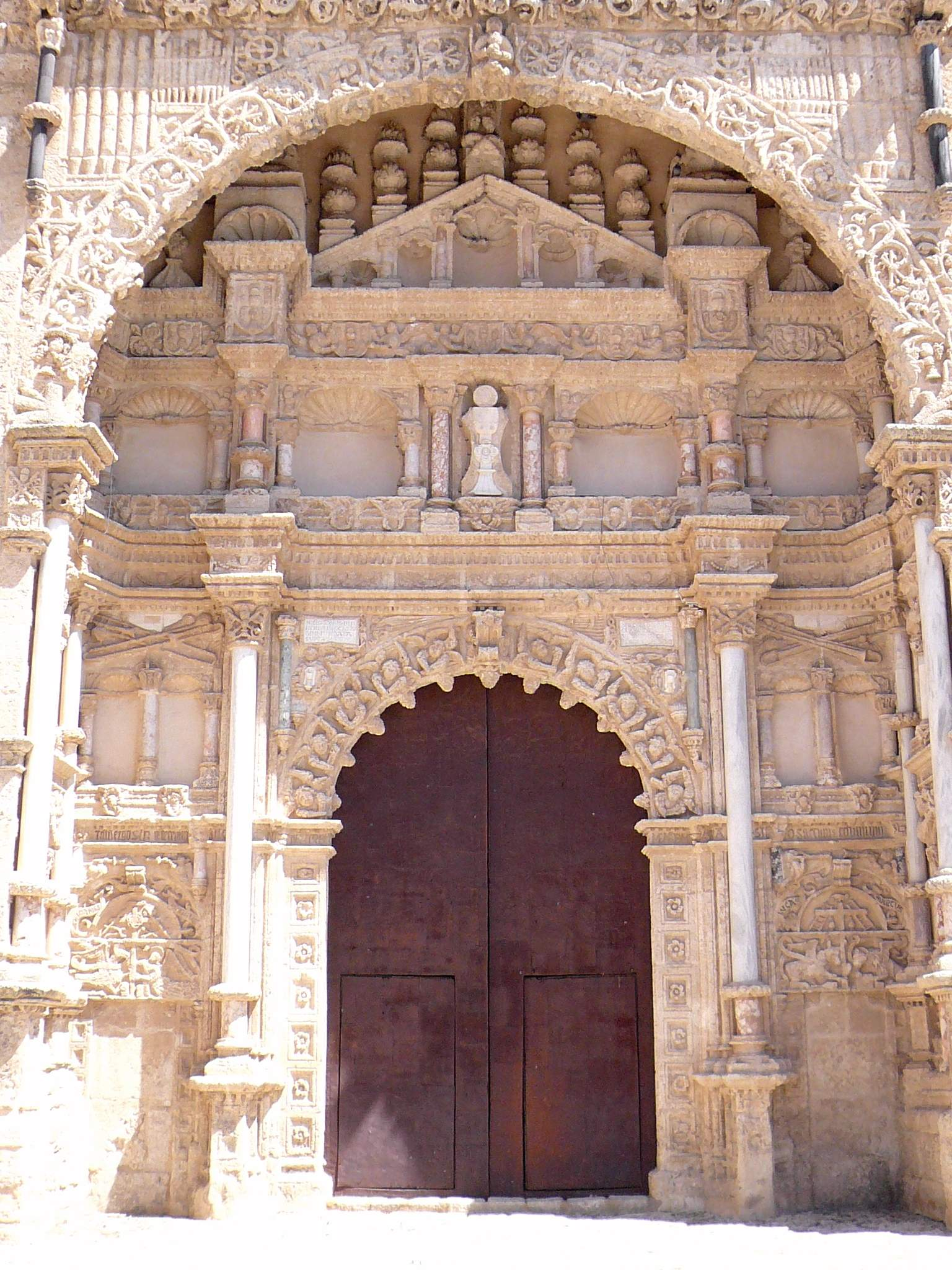
Portada de la Colegiata del Santísimo Sacramento de Torrijos (1509-1518)
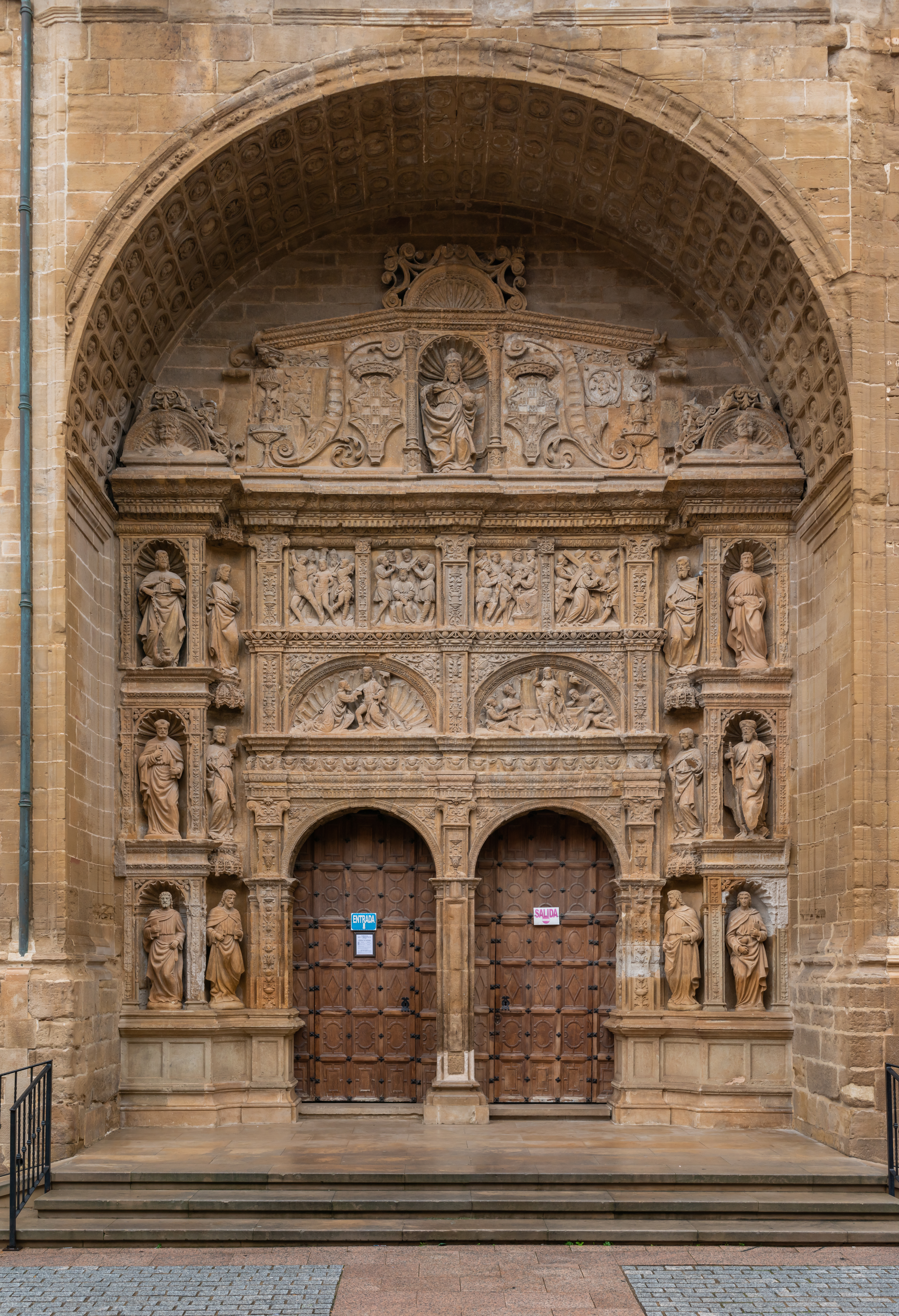
Fachada de la iglesia de Santo Tomás (1512-1525) en Haro, de Felipe Bigarny
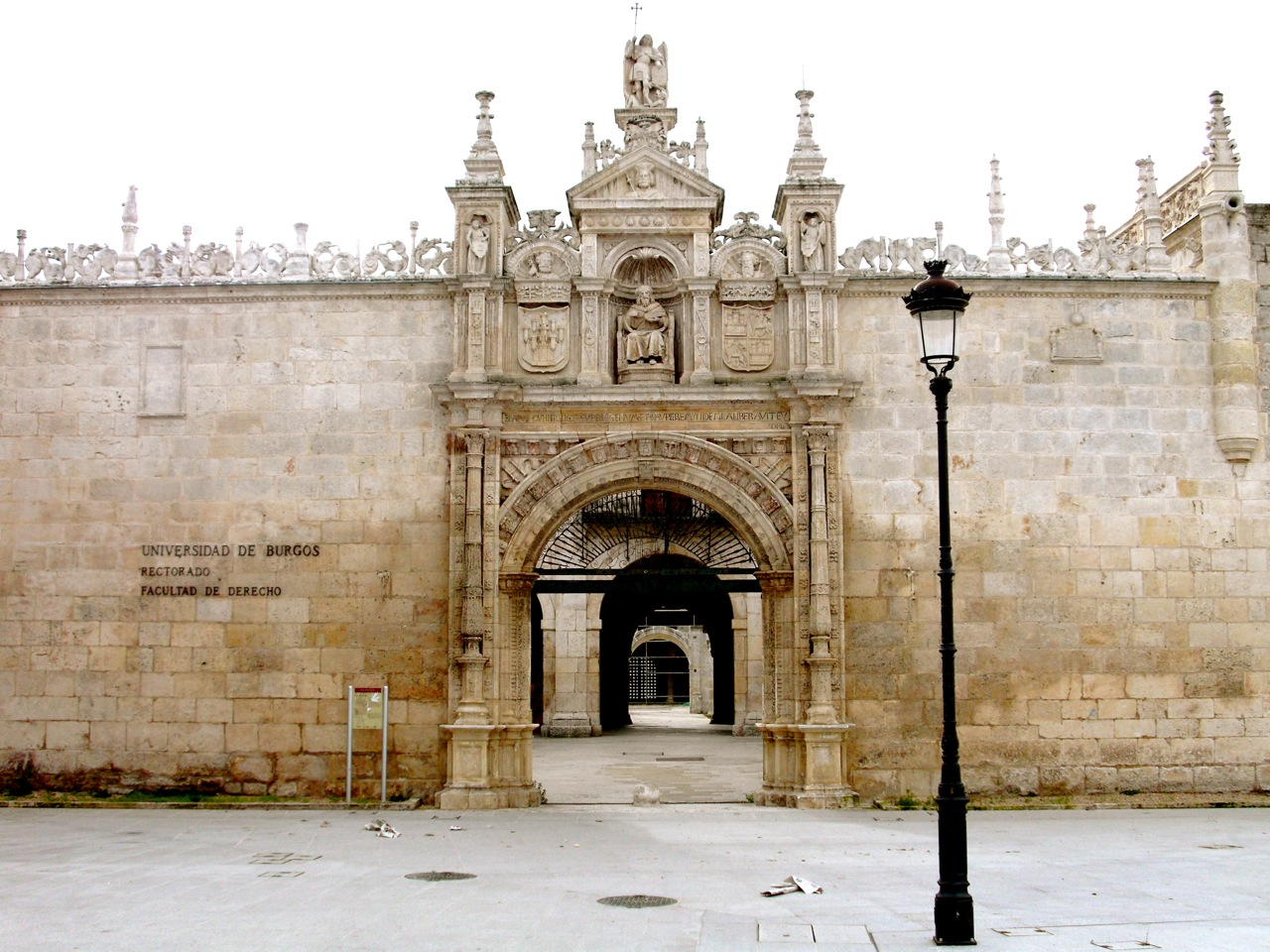
Puerta de Romeros (1526) del Hospital del Rey (Burgos)
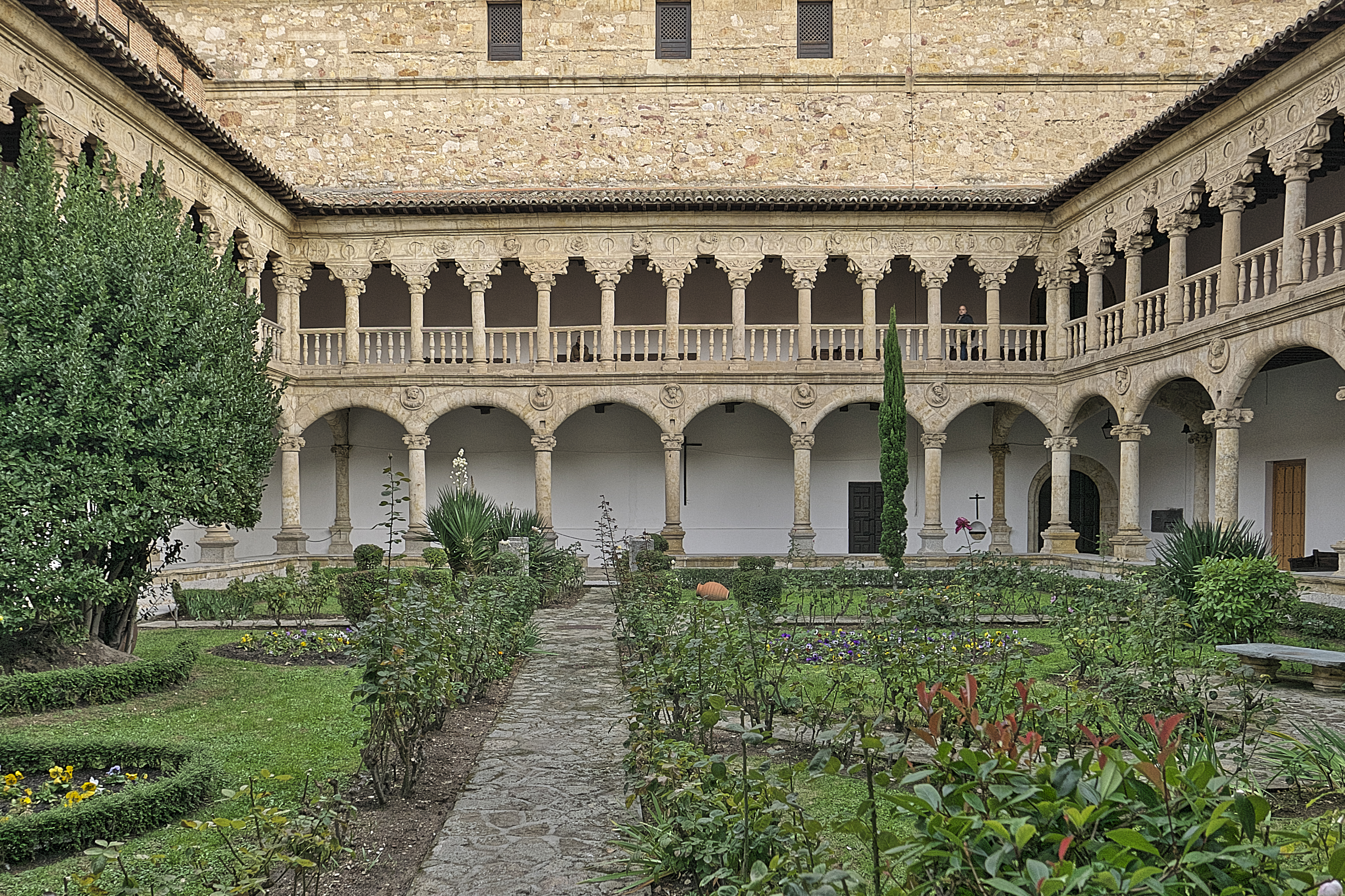
Claustro (1533) del convento de las Dueñas en Salamanca.
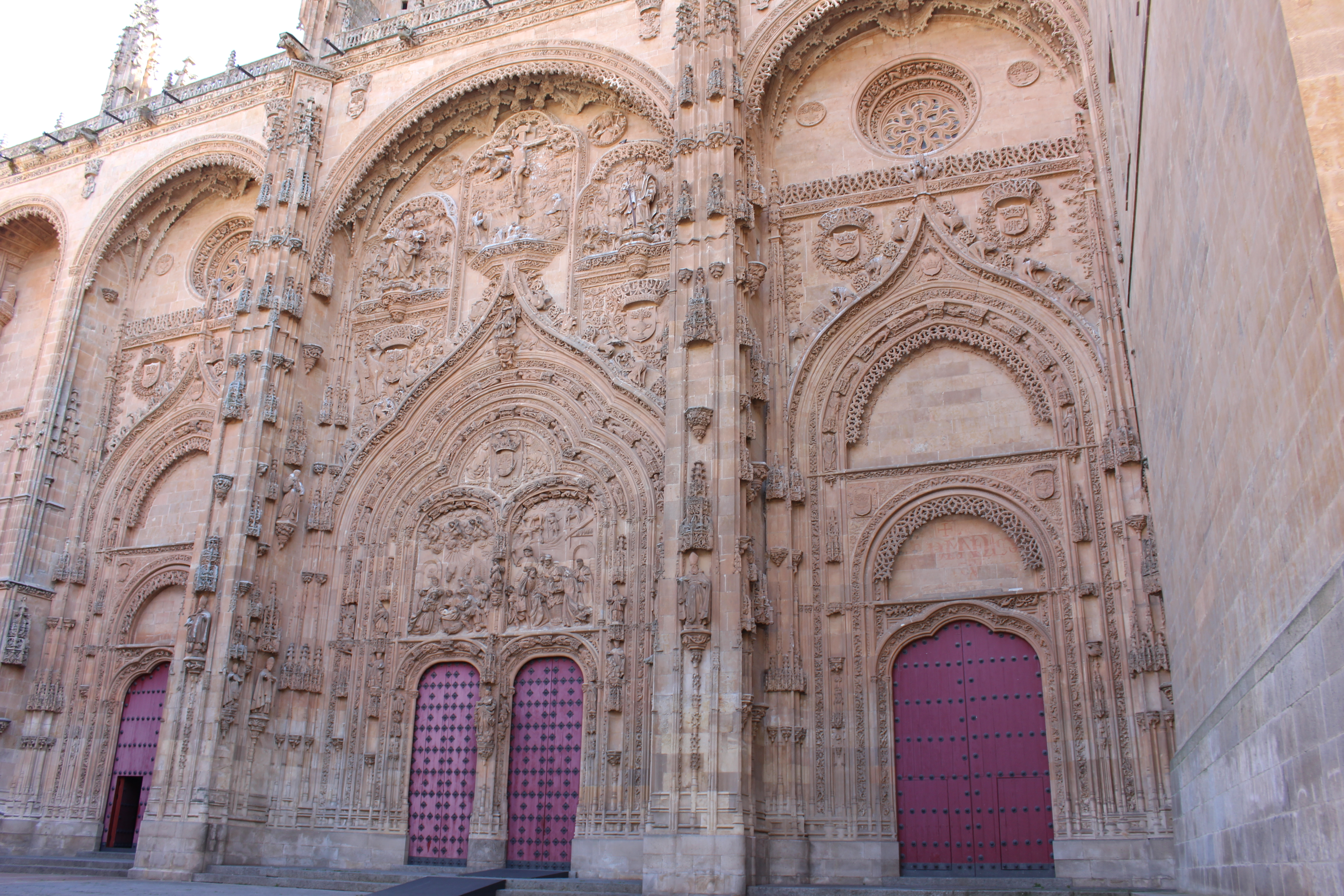
Fachada de la Catedral Nueva de Salamanca (1520-1535), de Juan de Álava
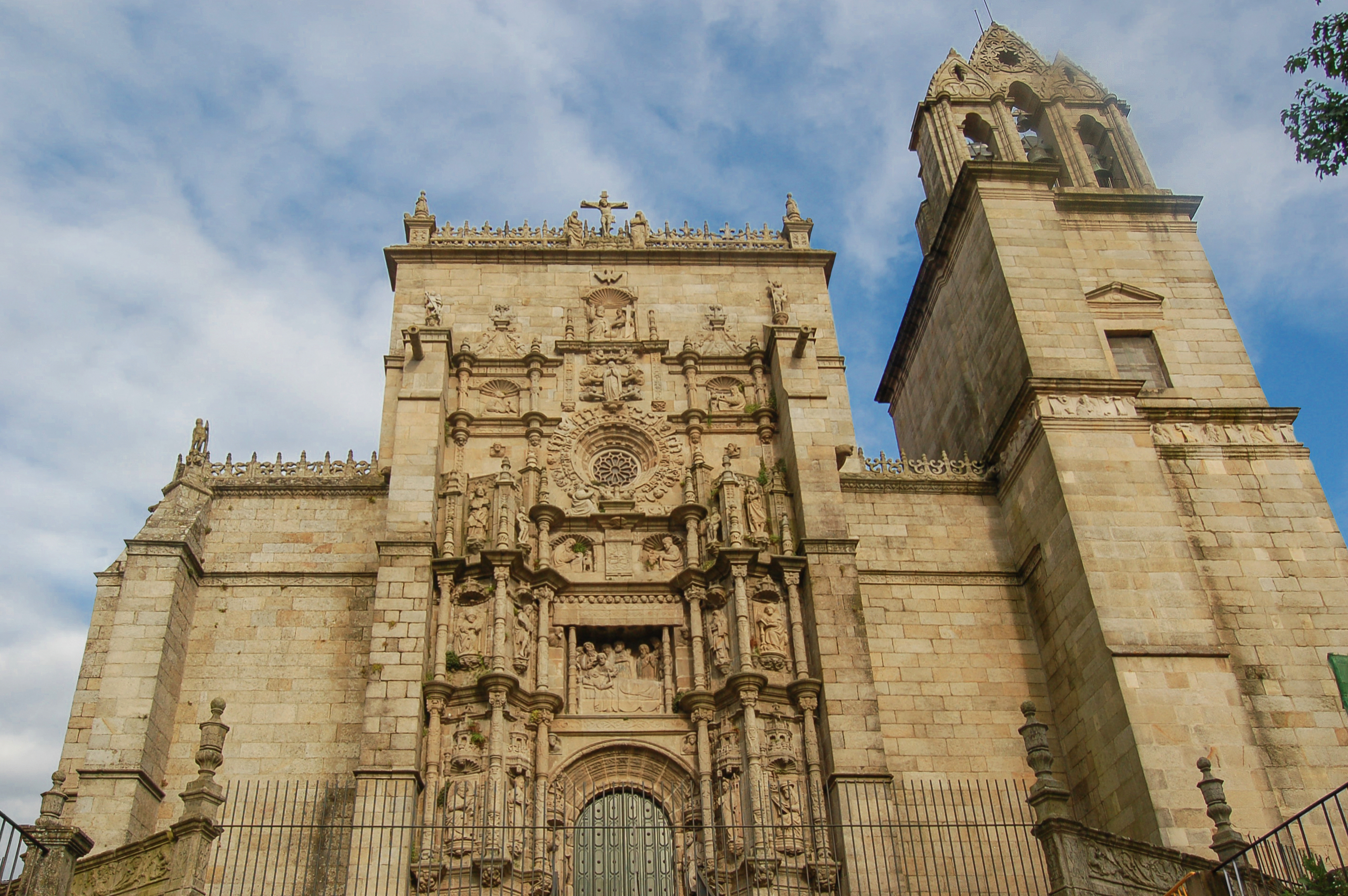
Fachada de la Real Basílica menor de Santa María la Mayor (1540-1541) en Pontevedra, de Cornielis de Holanda y Juan Noble
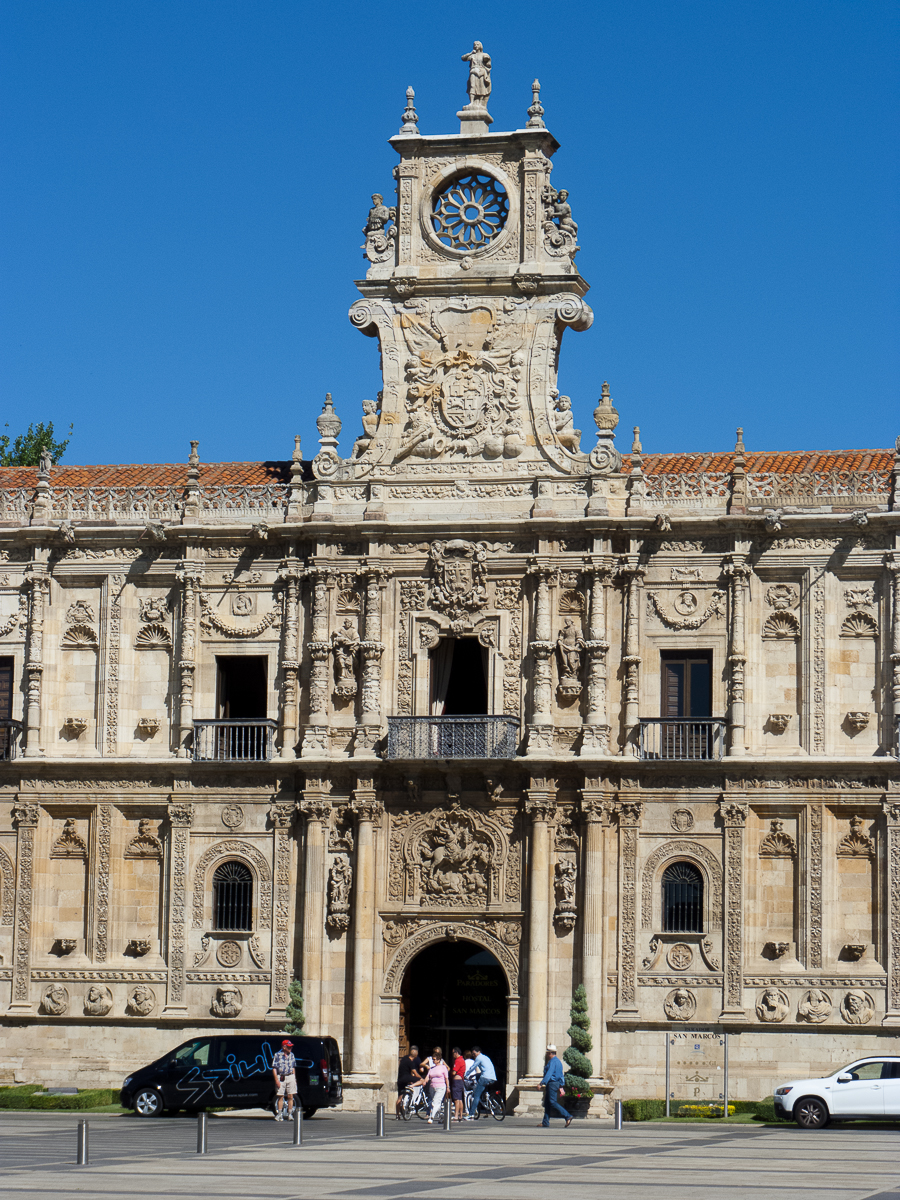
Fachada del Convento de San Marcos (León) (1530-1541), de Juan de Álava. La torre de remate es posterior (1711-1714)
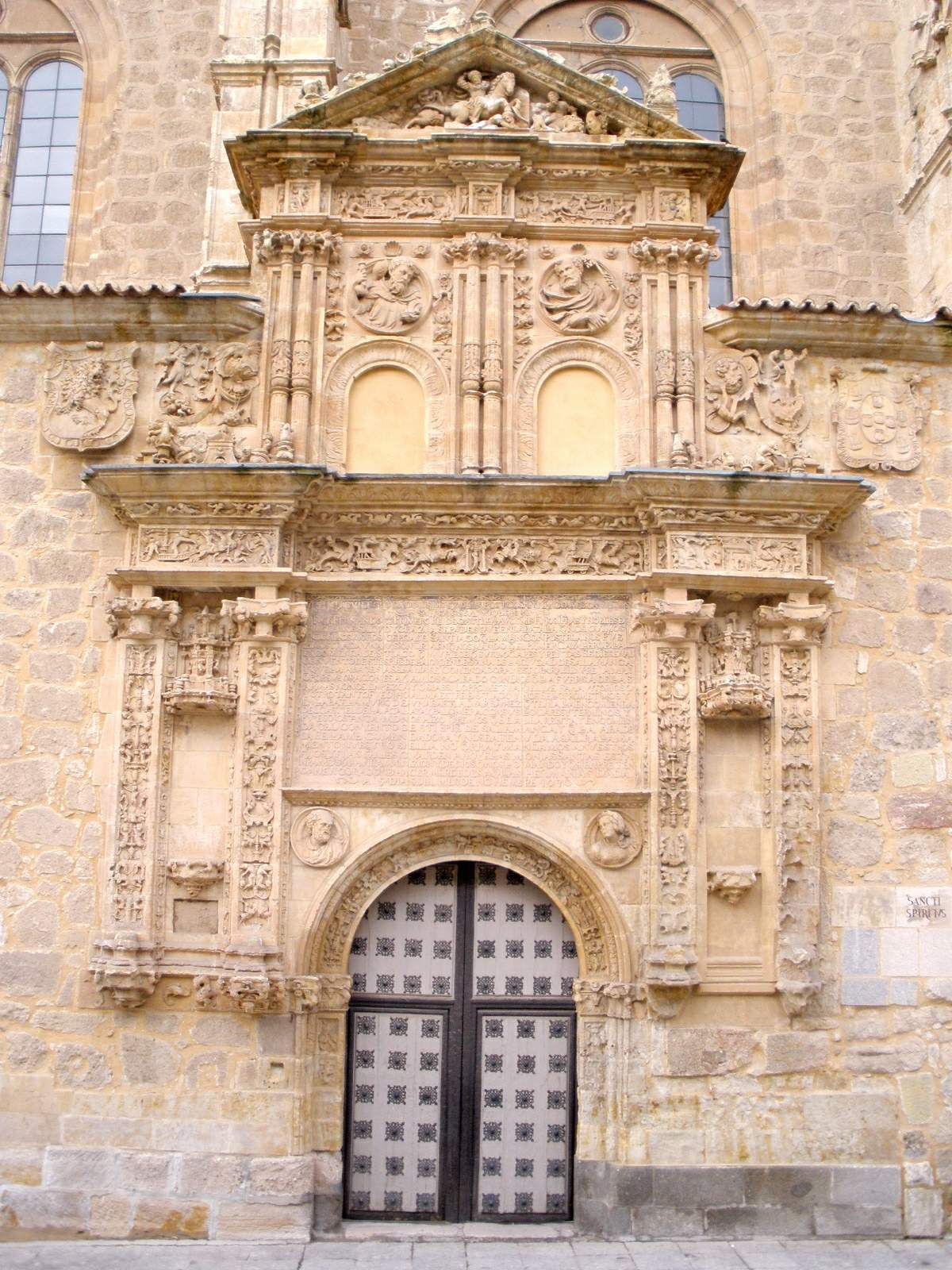
Iglesia de Sancti Spiritus (1541-1544), Salamanca
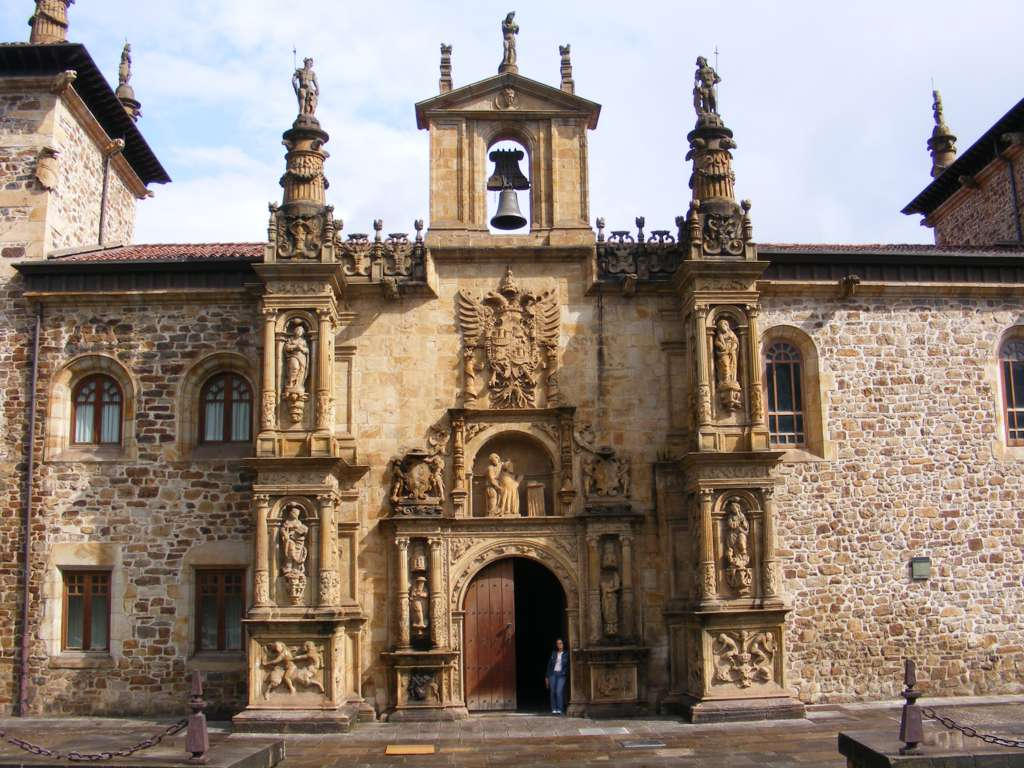
Fachada de la Universidad de Sancti Spiritus (1546) de Oñate (Guipúzcoa), de de Pierre Picart
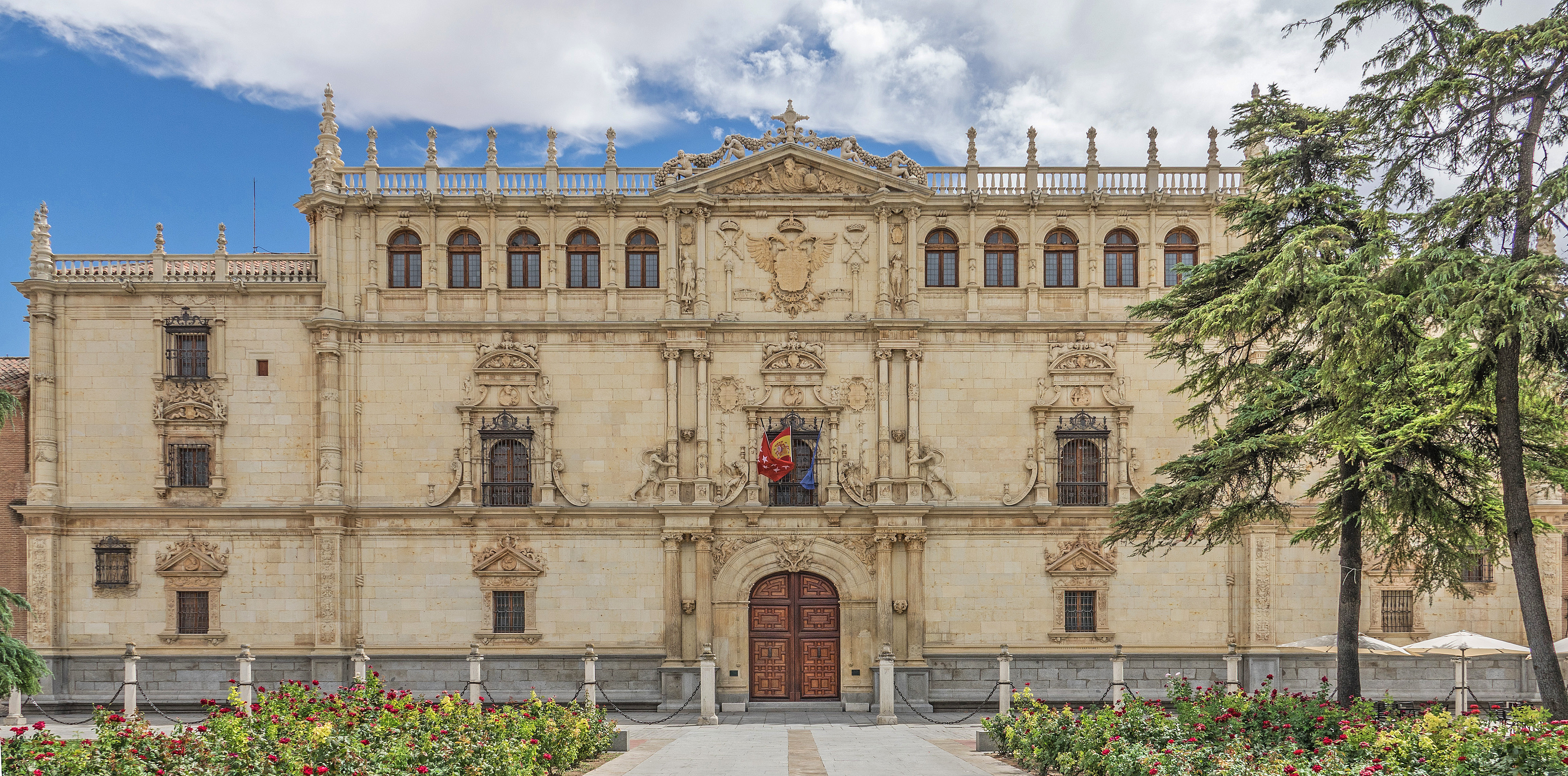
Fachada del Colegio Mayor de San Ildefonso en Alcalá de Henares (1537-1553), obra de Rodrigo Gil de Hontañón  dirigida por  Pedro de la Cotera
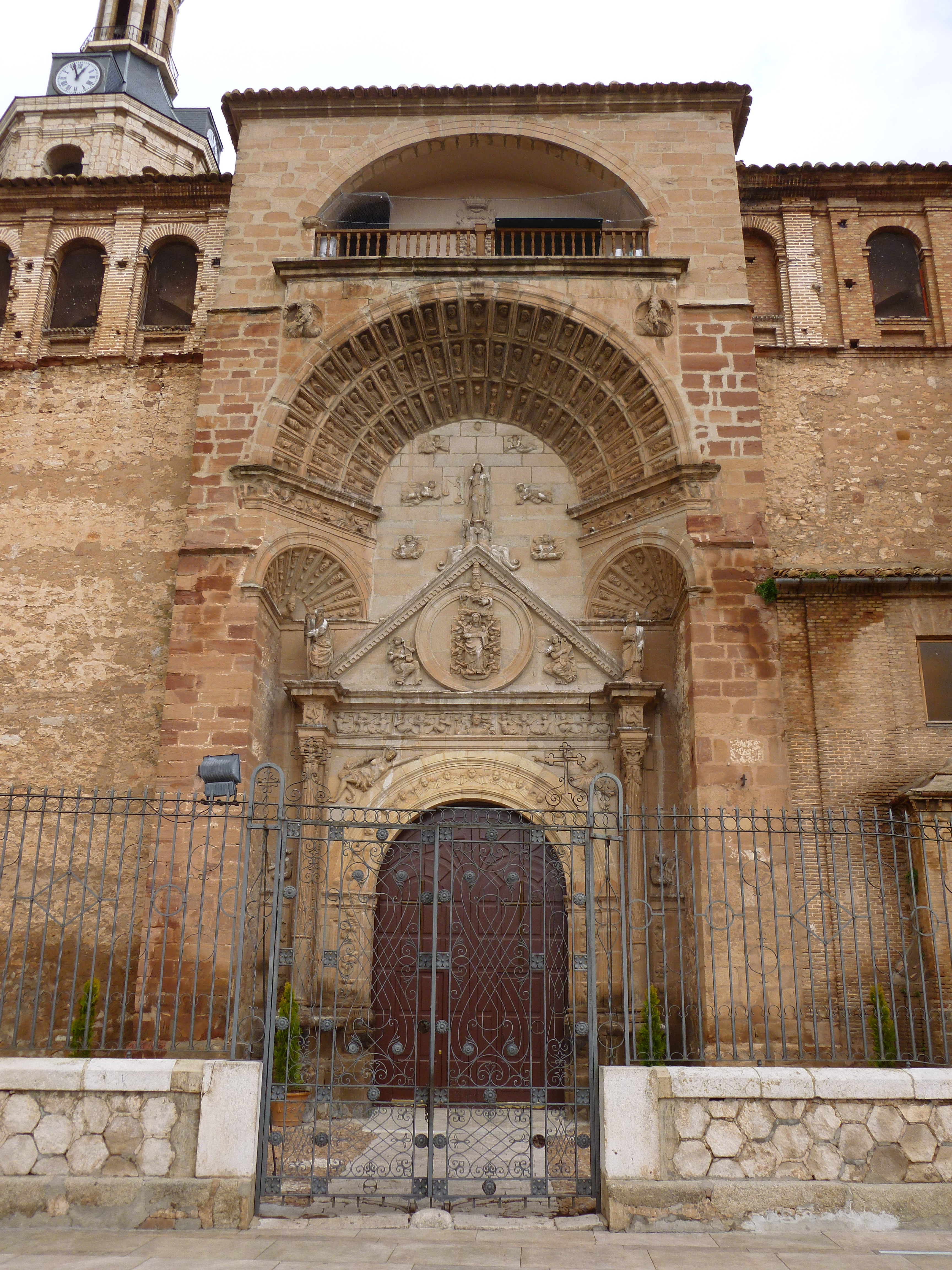
Portada principal de la iglesia de Nuestra Señora de la Asunción (1547-1560), Manzanares, obra de Alonso Galdón, cantero de origen vizcaíno.
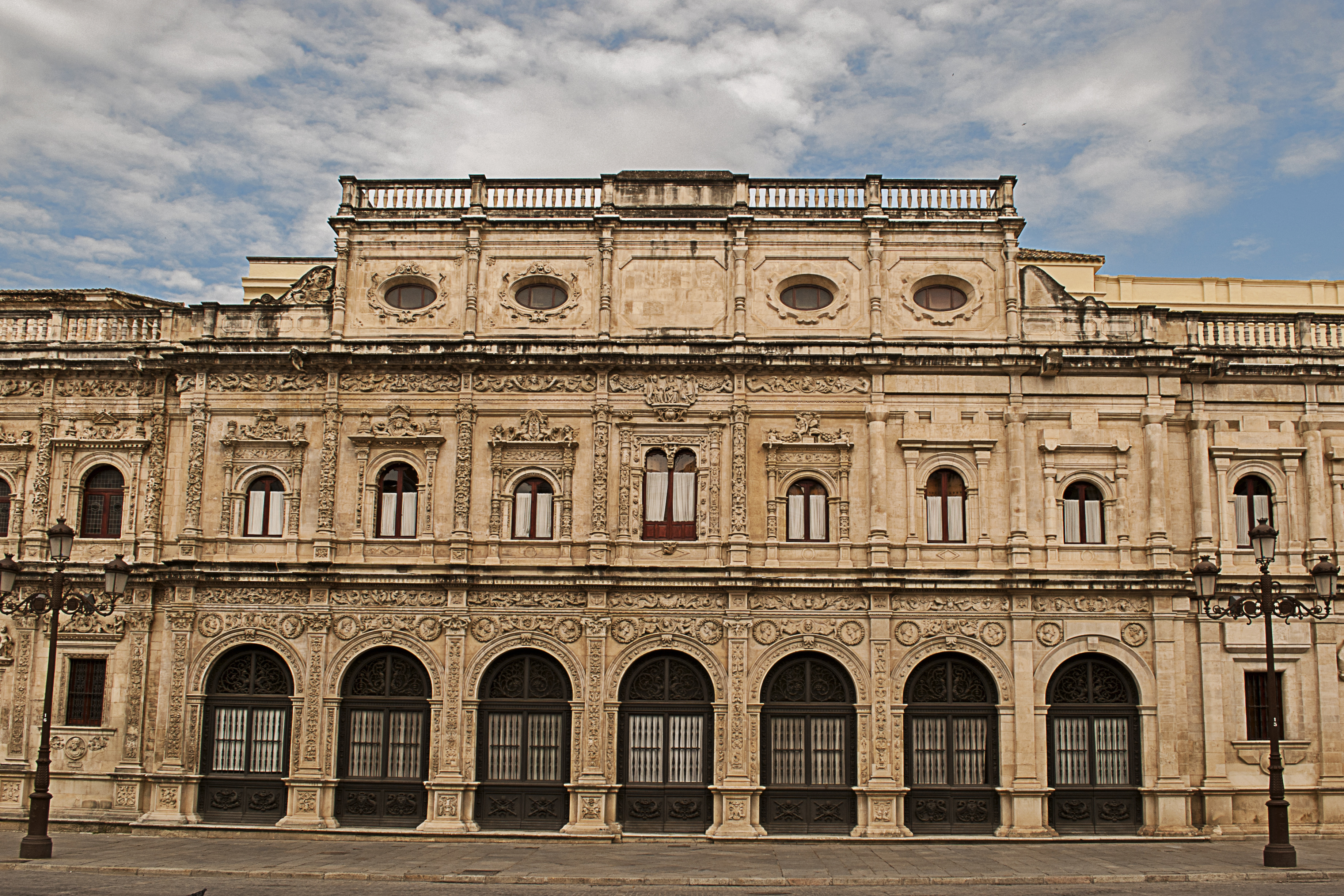
Ayuntamiento de Sevilla
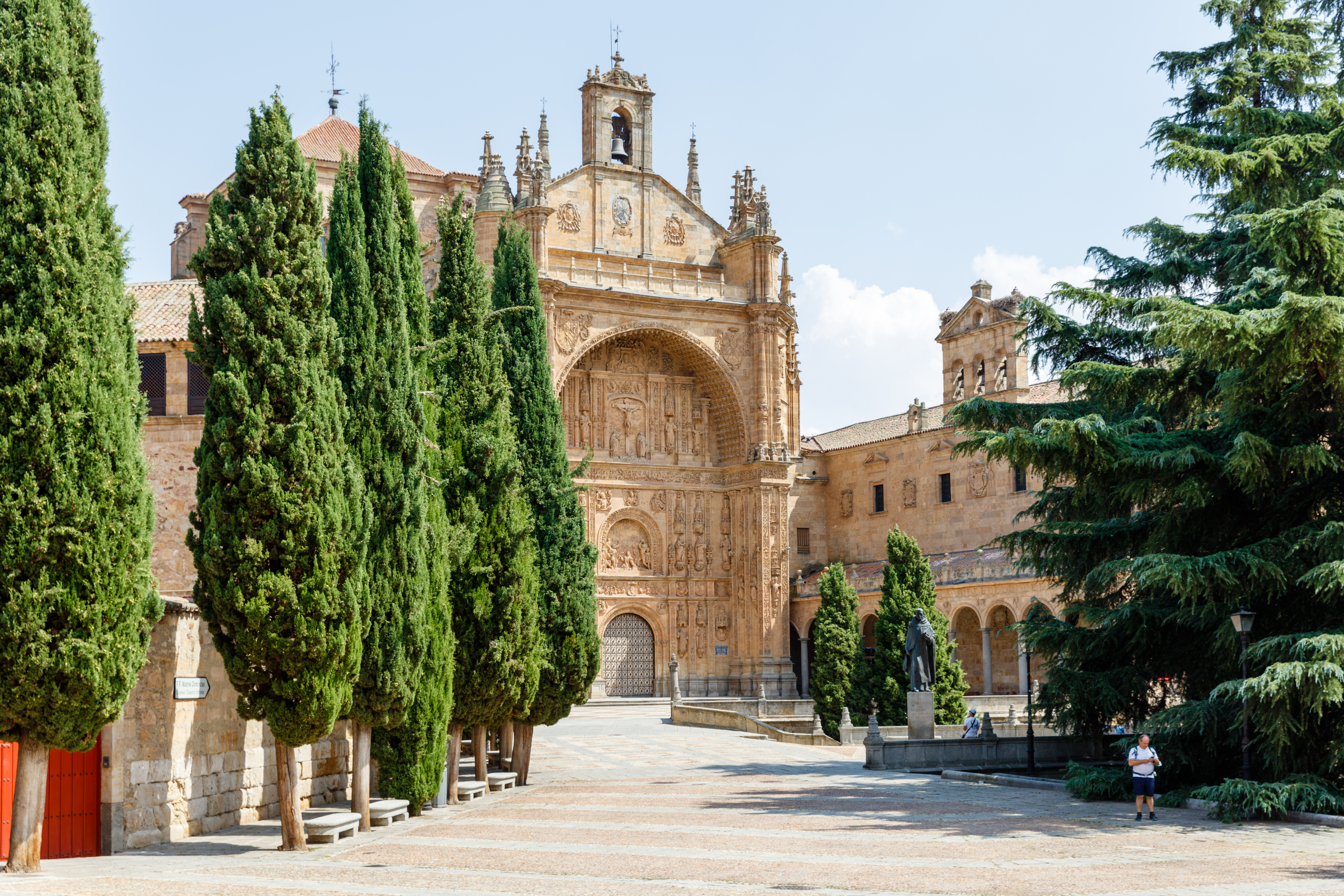
convento de San Esteban (1590-1592) de Salamanca, de Juan Ribero de Rada
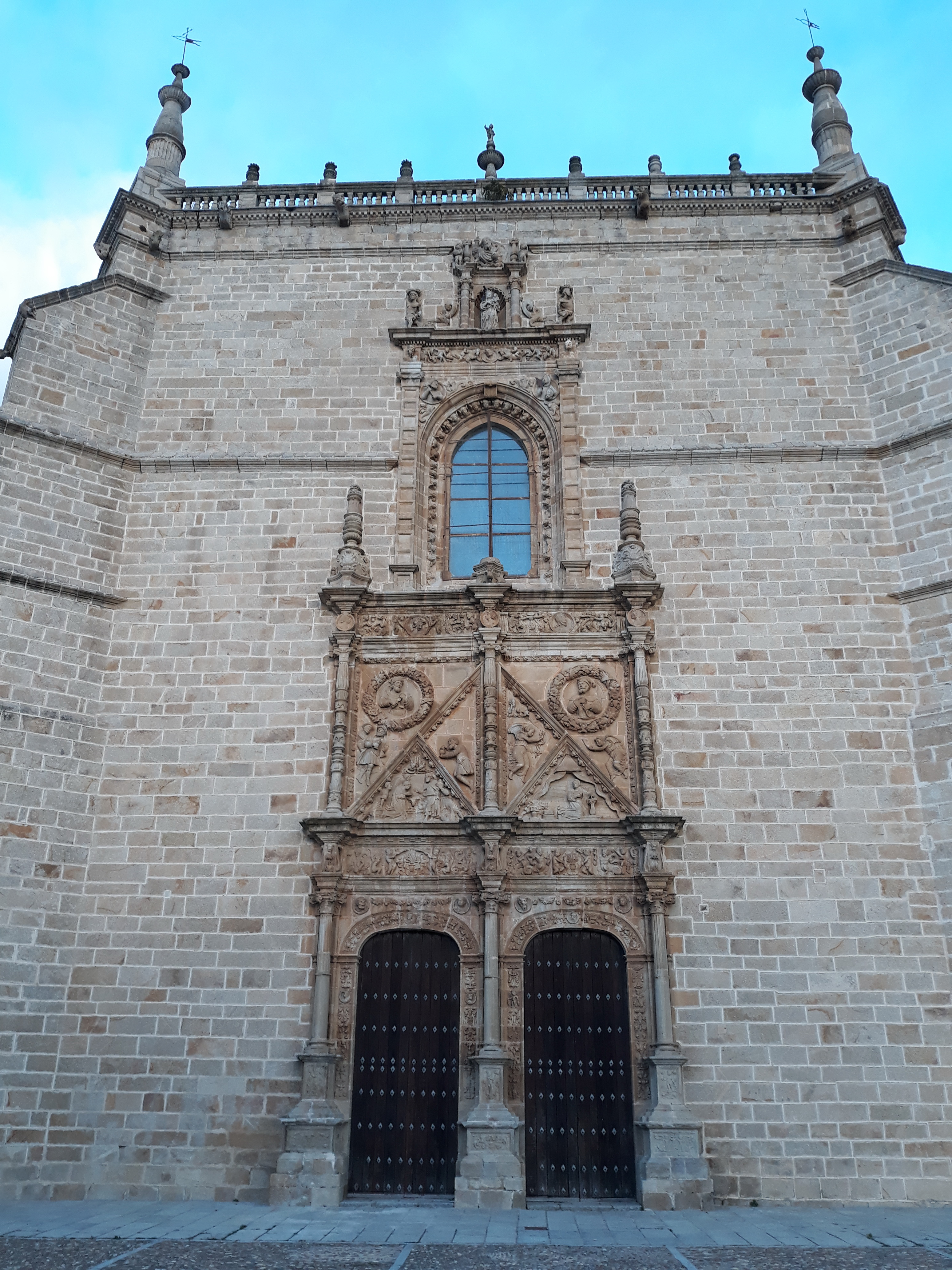
Fachada del Perdón de la catedral de Coria
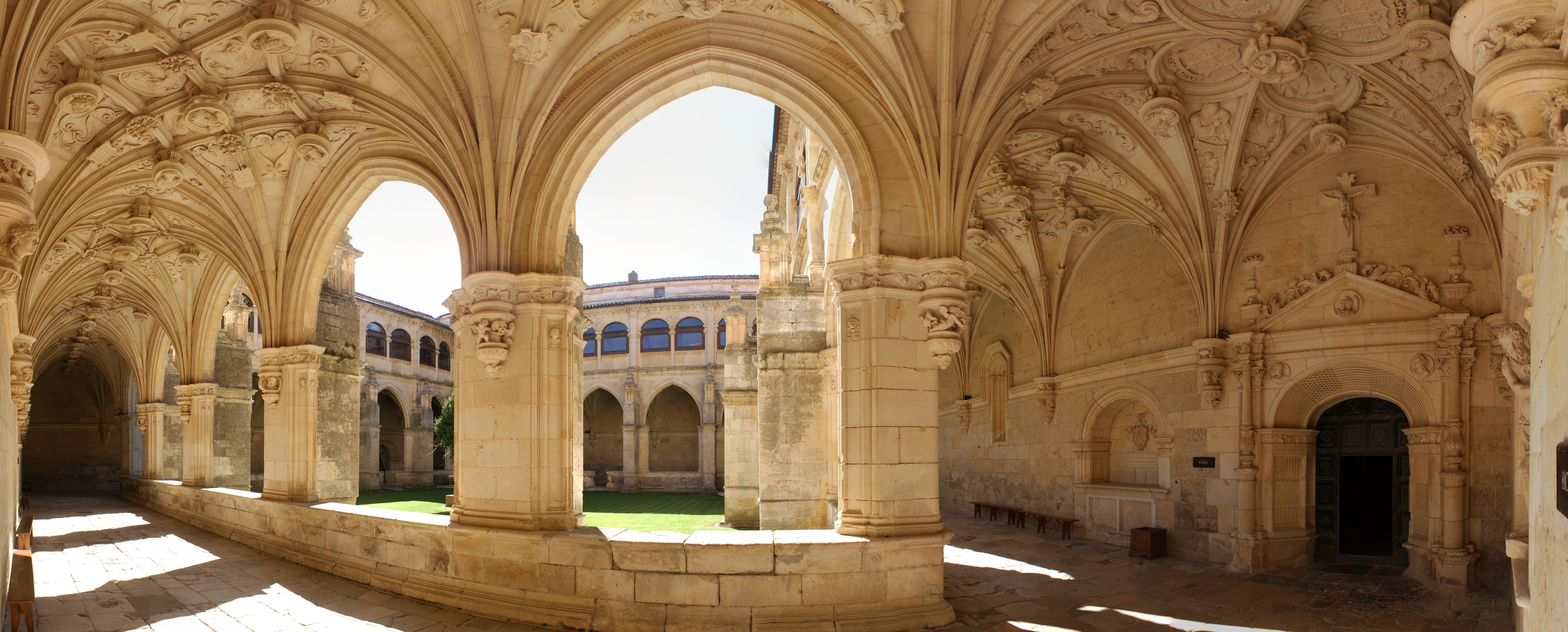
Claustro del Real Monasterio de San Zoilo (1537-1604), Carrión de los Condes, de Juan de Badajoz el Mozo

En América:
- La portada principal de la catedral de Piura, Perú.
- La portada principal de la catedral Primada de América en Santo Domingo, República Dominicana.
- Fachada de la Catedral de la Inmaculada concepción en Comayagua, Honduras.
- Fachada de la Iglesia de la Marced en Gracias Lempira, Honduras.
- Sepulcro de Alonso de Villaseca en la iglesia de San Miguel arcángel de la Ciudad de México, México.
- Fachada de Casa de los Montejo en Mérida, Yucatán, México.
- Retablo mayor de la catedral de Santa Catalina de Alejandría, Cartagena de Indias, Colombia.
- Fachada de la catedral basílica metropolitana Santiago de Tunja, Tunja, Colombia.